# Manifestació dels agricultors indis de 2020-2021
La manifestació dels agricultors indis 2020-2021 va ser una protesta contra les tres actes agrícoles aprovades pel Parlament de l'Índia el setembre de 2020. A data de 21 de març del 2021 la policia de Haryana contava al voltant de 40.000 manifestants assentats a Singhu i Tikri, tot i que els protestants afirmaven que el nombre és major. Al novembre de 2021 es calculava que el nombre d'agricultors morts durant les protestes ascendia a 750. Aquest mateix més van aconseguir que el govern accedira a derogar les lleis, però les protestes van continuar fins a desembre.
Els sindicats d'agricultors i els seus representants vaan exigir la derogació de les lleis i van afirmar que no n'acceptarien cap altra alternativa. Els líders agrícoles vaan rebutjar una ordre de paralització del Tribunal Suprem de l'Índia sobre les lleis agràries, així com la participació d'un comitè designat pel Tribunal Suprem. Entre el 14 d'octubre de 2020 i el 22 de gener de 2021 es van produir onze rondes de converses entre el govern central i els agricultors representats pels sindicats agrícoles: totes van resultar poc concloents.
Les actes han estat descrites com a «lleis antiagricultors» per molts sindicats d'agricultors, els polítics de l'oposició també van afirmar que deixaria els agricultors a «mercè de les empreses». El govern, però, sosté que permetrien que els agricultors pogueren vendre els seus productes directament a grans compradors i va afirmar que les protestes es basen en la desinformació. Altres motius de protesta inclouen els suïcidis dels agricultors i els baixos ingressos dels agricultors. Tot i que l'Índia és en gran manera autosuficient en la producció de cereals alimentaris i té plans de benestar, la fam i la nutrició segueixen sent problemes greus, amb l'Índia classificada com un dels pitjors països del món en paràmetres de seguretat alimentària.

Poc després d'introduir-se les actes, els sindicats van començar a celebrar protestes locals, principalment a Panjab. Després de dos mesos de protestes, els sindicats d'agricultors, en particular del Panjab i l'Haryana, van iniciar un moviment anomenat Dilhi Chalo (Marxa a Delhi), en què desenes de milers de membres de sindicats agrícoles van marxar cap a la capital de la nació. El Govern indi va ordenar a la policia i les forces de l'ordre de diversos estats que atacaren els sindicats d'agricultors mitjançant canons d'aigua, porres i gas lacrimogen per evitar que els sindicats d'agricultors entraren primer a Haryana i després a Delhi. El 26 de novembre va tenir lloc una vaga general a escala nacional que va comptar amb aproximadament 250 milions de persones en suport dels sindicats. El 30 de novembre, es calculava que entre 200.000 i 300.000 agricultors estaven convergint en diversos punts fronterers de camí a Delhi.

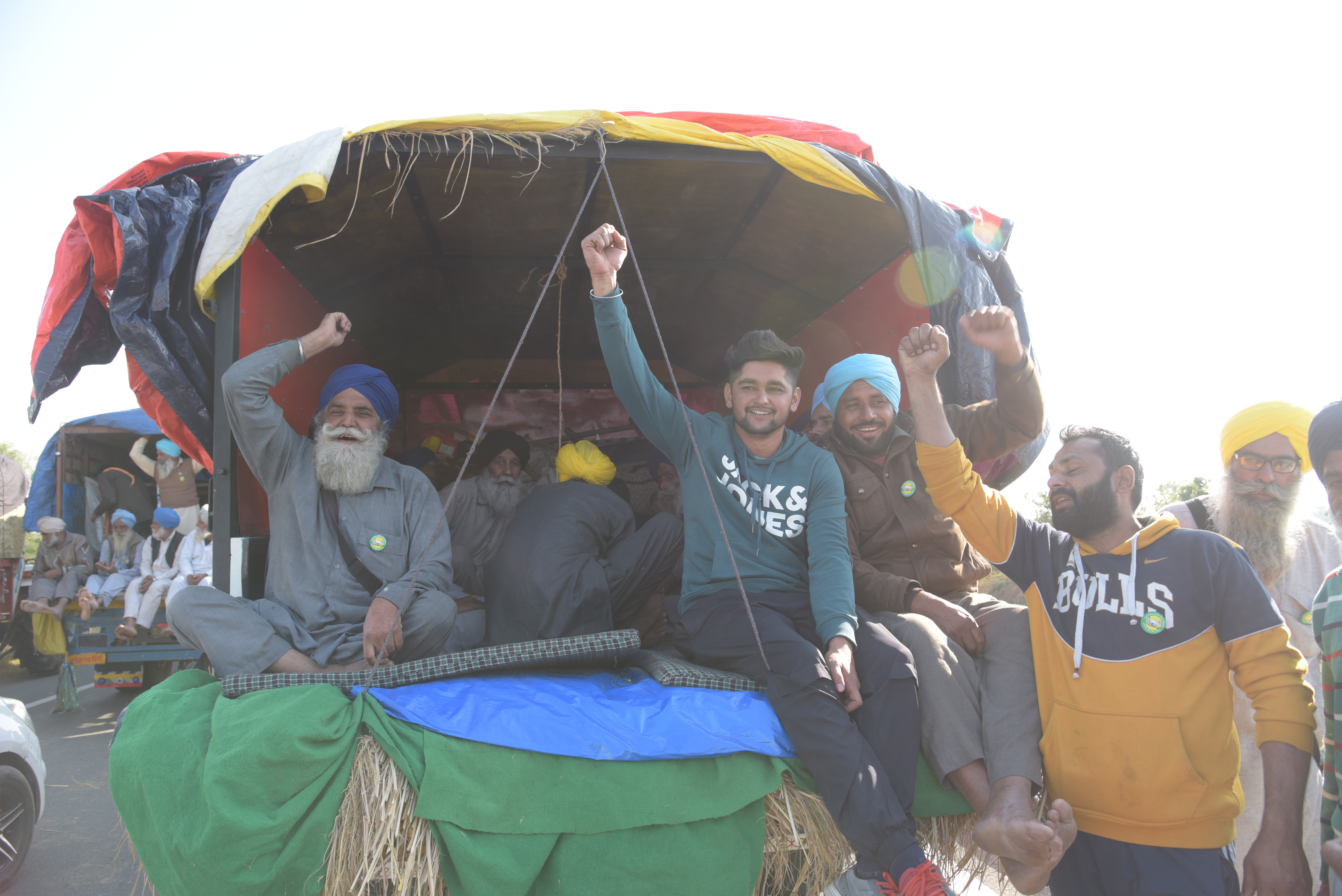
Marxa a Delhi

Una secció dels sindicats d'agricultors ha protestat, mentre que el govern indi afirma que alguns han donat suport a les lleis agrícoles. Els sindicats de transports que representen més de 14 milions de conductors de camioners van sortir a favor dels sindicats d'agricultors, amenaçant de detenir el moviment de subministraments en determinats estats. Després que el govern no va acceptar les demandes dels sindicats d'agricultors durant les converses del 4 de desembre, els sindicats van planejar escalar l'acció a una altra vaga de tota l'Índia el 8 de desembre de 2020. El govern va oferir algunes esmenes a les lleis, però els sindicats demanaven la seua derogació. A partir del 12 de desembre, els sindicats d'agricultors es van fer càrrec de les places de peatge de l'autopista a Haryana i van permetre la lliure circulació de vehicles.
A mitjan desembre, el Tribunal Suprem de l'Índia va rebre una sèrie de peticions relacionades amb l'eliminació de bloqueigs creats pels manifestants a la frontera de l'estat de Delhi. El tribunal també va demanar al govern que posara en suspens les lleis, cosa que va rebutjar. El 4 de gener de 2021, el tribunal va registrar la primera petició presentada a favor dels agricultors que protestaven. Els agricultors han dit que no escoltaran els tribunals si se'ls demana que es retiren. Els líders agrícoles també han dit que mantenir les lleis agrícoles no és una solució.
El 30 de desembre, el govern indi va acceptar dues de les demandes dels agricultors; excloure els agricultors de les noves lleis sobre contaminació i eliminar les esmenes a la nova Ordenança elèctrica. S'havia observat un estancament en les negociacions entre el govern central i els agricultors fins al novembre de 2021, quan el govern indi finalment va accedir a derogar les lleis. Després de l'anunci de la derogació de les lleis agrícoles, els sindicats d'agricultors van continuar amb la demanda de garantia dels preus mínims de suport (PMS), recordant tant als governs estatals com als sindicats la objectiu de duplicar els ingressos dels agricultors l'any 2022; i seguir les recomanacions de la Comissió Nacional d'Agricultors de l'any 2004 de MS Swaminathan. Finalment l'11 de desembre es van donar per finalitzades les protestes.

## Antecedents
El 2017, el govern central va publicar el «Model Farming Acts». Però, després d'un cert període, es va trobar que una sèrie de reformes suggerides en els actes no havien estat implementades pels estats. El juliol de 2019 es va crear un comitè format per set ministres en cap d'estats per discutir la implementació. En conseqüència, el govern central de l'Índia va promulgar tres ordenances (o lleis temporals) la primera setmana de juny de 2020, que s'ocupaven de productes agrícoles, la seua venda, acaparament, comercialització agrícola i reformes agrícoles contractuals, entre altres coses. Aquestes ordenances van ser introduïdes com a projectes de llei i aprovades pel Lok Sabha els dies 15 i 18 de setembre de 2020. Més tard, els dies 20 i 22 de setembre, els tres projectes de llei van ser aprovats pel Rajya Sabha, on el govern es troba en minoria, mitjançant una votació vocal, ignorant les peticions de l'oposició per obtenir un vot complet. El president de l'Índia va donar el seu consentiment signant les ordenances el 28 de setembre, convertint-los així en lleis. La legalitat de les lleis s'ha posat en dubte, ja que tant l'agricultura com els mercats entren a la «Llista estatal».
Les tres lleis són:
1. Llei de promoció i facilitació del comerç de productes Agrícoles: amplia l'abast de les àrees comercials produïdes pels agricultors des de zones selectes a «qualsevol lloc de producció, recollida i agregació». Permet el comerç electrònic de productes agrícoles programats. Prohibeix als governs estatals que exigeixen qualsevol taxa de mercat, cessament o imposició a agricultors, comerciants i plataformes electròniques de comerç.
2. Acord de potenciació i protecció dels agricultors sobre la Llei de garantia de preus i serveis agrícoles: crea un marc per a l'agricultura contractual mitjançant un acord entre un agricultor i un comprador abans de la producció qualsevol explotació. Preveu un mecanisme de resolució de conflictes en tres nivells: el consell de conciliació, el magistrat subdivisional i l'autoritat d'apel·lació.
3. Esmena de 2020 a la Llei de productes bàsics: permet regular certs aliments en situacions extraordinàries com la guerra o la fam. Exigeix que la imposició de qualsevol límit d'estoc de productes agrícoles es base en l'augment de preus.

Altres qüestions relacionades inclouen el suïcidi dels agricultors i l'estat de l'economia a Panjab i a l'Índia en general. L'Índia va reportar un total de 296.438 agricultors indis suïcidats entre 1995 i 2015. El 2019, 10.281 persones que treballen al sector agrícola es van suïcidar. Es creu que el creixement més lent de l'economia de Panjab, especialment del seu sector agrícola, va ajudar a alimentar la protesta.

### Precedents internacionals
Moltes economies en desenvolupament van reformar les seues polítiques agrícoles als anys vuitanta i noranta per fomentar la participació de les seccions privades. Swati Dhingra de la London School of Economics cita el cas de Kenya en què les seues reformes agrícoles van augmentar la facilitat per fer negocis, però aquest mateix augment va causar altres problemes als agricultors.

## Reivindicacions dels sindicats d'agricultors
Els sindicats d'agricultors creuen que les lleis obriran la venda i comercialització de productes agrícoles fora dels mandis notificats per als agricultors del Comitè del Mercat de Productes Agrícoles (APMC). A més, les lleis permetran el comerç interestatal i fomentaran el comerç electrònic voluntari de productes agrícoles. Les noves lleis impedeixen als governs estatals cobrar una taxa de mercat, cessament o gravamen per al comerç fora dels mercats de l'APMC; això ha portat els agricultors a creure que les lleis «acabaran gradualment amb el sistema mandi» i «deixaran els agricultors a mercè de les empreses». A més, els agricultors creuen que les lleis posaran fi a la seua relació existent amb els artesans (agents de comissions que actuen com a intermediaris proporcionant préstecs financers, assegurant la contractació oportuna i prometent preus adequats per al cultiu).
A més, els agricultors que protesten creuen que desmantellar els mandis de l'APMC afavorirà l'abolició de la compra dels seus cultius al preu mínim de suport. Per tant, reclamen els preus mínims de suport que ha de garantir el govern.

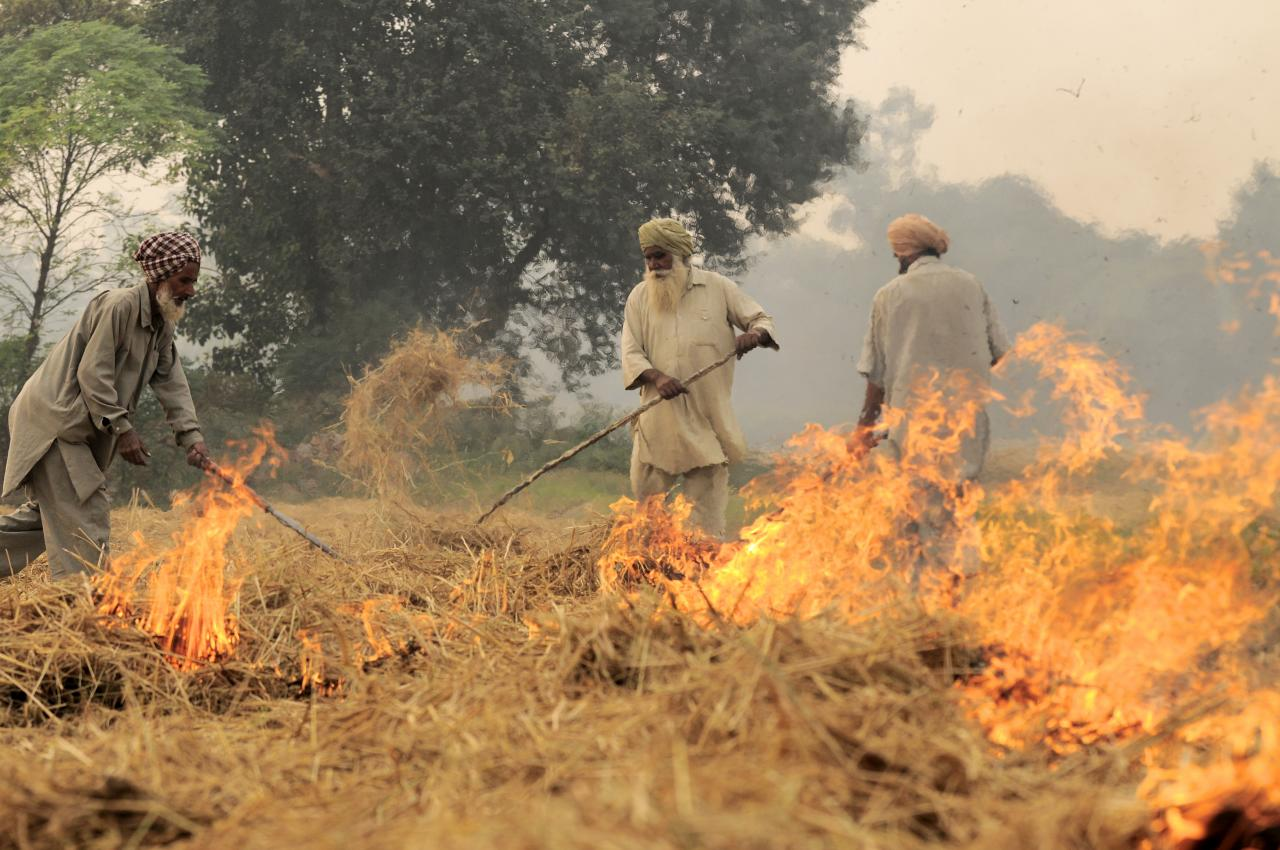
Entre les demandes hi ha l'eliminació de càstigs i multes per la crema de rostolls, així com l'alliberament dels agricultors arrestats per la crema de rostolls d'arrossars a Panjab

A dia de 9 agost, les demandes dels agricultors consisteixen en:
1. Convocar una sessió especial del Parlament per derogar les lleis agrícoles.[49]
2. Fer que el preu mínim de suport (PMS) i la contractació estatal de cultius siguen un dret legal.[50]
3. Garantir que el sistema de contractació convencional es mantindrà.[51]
4. Implementar l'informe del panell de Swaminathan i fixar el PMS almenys un 50% més que el cost mitjà ponderat de producció.[52]
5. Reduir un 50% els preus del gasoil per a ús agrícola.[47]
6. Derogació de la Comissió de Gestió de la Qualitat de l'Aire i l'ordenança adjunta de 2020 i supressió del càstig i de la multa per la crema de rostolls.[53]
7. Alliberament d'agricultors arrestats per cremar rostolls d'arrossars a Panjab.
8. Abolició de l'ordenança d'electricitat 2020.[54]
9. El govern central no hauria d'interferir en temes estatals, descentralització a la pràctica.
10. Retirada de tots els casos en contra i alliberament de líders agricultors.[55]

### Insistència en la derogació de les lleis agrícoles
La insistència dels agricultors sobre la derogació de les lleis agrícoles ha estat àmpliament assenyalada pels mitjans de comunicació indis durant la protesta. A part dels sindicats i líders agrícoles, persones com Markandey Katju i Thol. Thirumavalavan també ha fet declaracions amb relació a derogar les lleis agrícoles.

#### Cronologia
- El 5 de desembre, ThePrint va informar que «cap agressor dels governs s'ofereix a modificar les lleis agrícoles, els agricultors diuen que res menys que la derogació és acceptable».[58]
- El 16 de desembre, un líder agrícola va dir que obligaran el govern a derogar les lleis agrícoles, «estem decidits a guanyar passe el que passe».[7]
- El 25 de desembre, The Wire va informar que els agricultors seguien decidits sobre la demanda de derogació de les lleis agrícoles.[6]
- L'1 de gener, es va informar que els líders agricultors van dir que no acceptarien cap alternativa a la derogació de les lleis agrícoles.[8]
- El 8 de gener, es va informar d'un agricultor que va dir que no hi hauria converses clàusules fins que es deroguen les lleis.[5]
- El 12 de gener, els sindicats i líders d'agricultors van rebutjar el comitè del Tribunal Suprem i van exigir de nou la derogació de les lleis agrícoles.[9]
- El 22 de gener, els manifestants van rebutjar una oferta del govern de Modi per suspendre les lleis en disputa durant 18 mesos i van planejar la celebració d’una concentració de tractors el 26 de gener.[59][60]

## Protestes

### Agricultors contra les lleis agrícoles

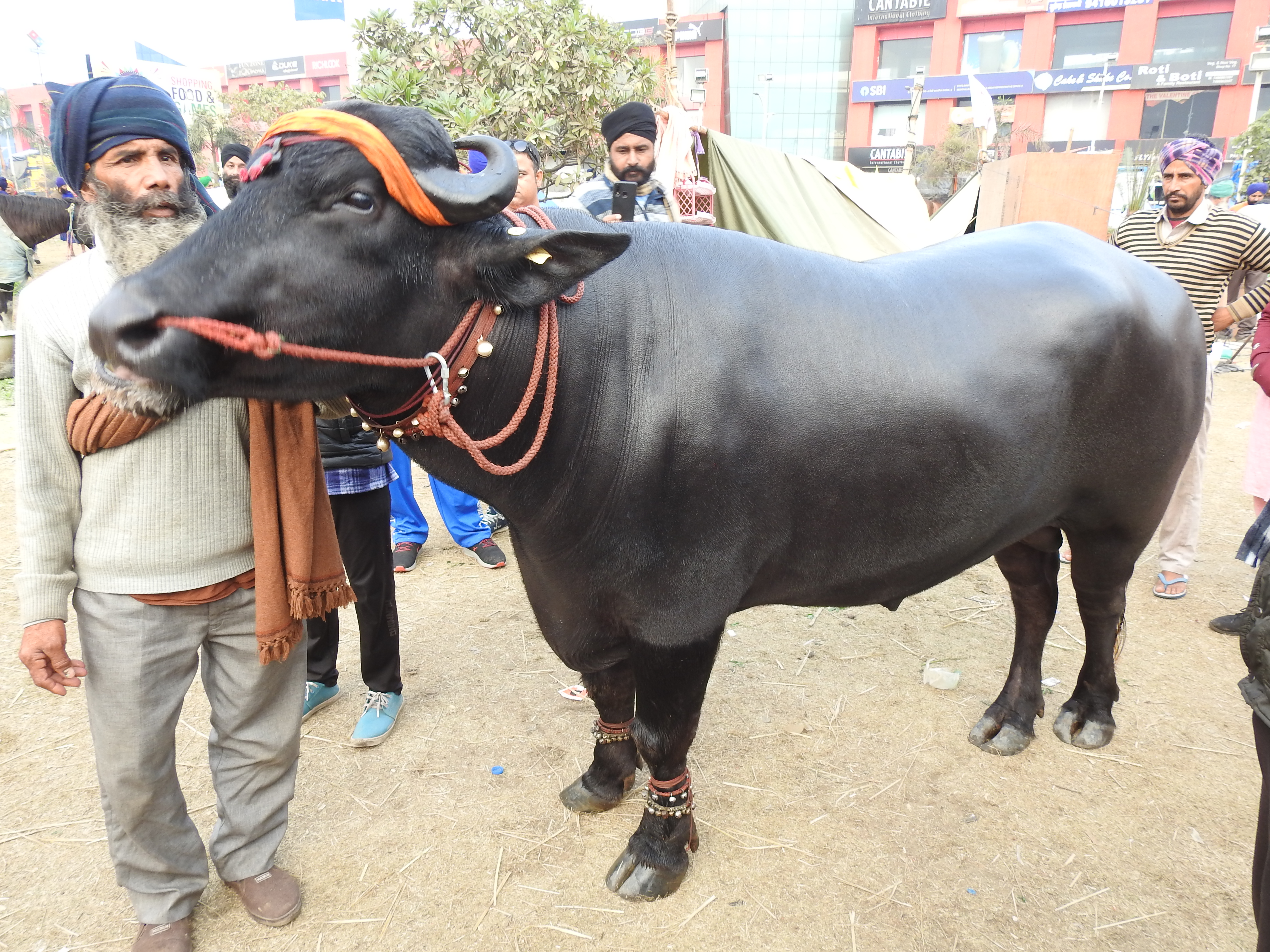
Bou a una concentració en suport a les protestes

Al Panjab, les protestes a petita escala havien començat l'agost del 2020 quan es van fer públiques les propostes. Va ser només després de l'aprovació de les actes que més agricultors i sindicats agrícoles de tota l'Índia es van unir a les protestes contra les reformes. El 25 de setembre de 2020, els sindicats agrícoles de tota l'Índia van demanar un Bharat Bandh (aturada nacional) per protestar contra aquestes lleis agrícoles. Les protestes més esteses van tenir lloc a Panjab, Haryana i l'Uttar Pradesh Occidental, però també es van informar de manifestacions a Uttar Pradesh, Karnataka, Tamil Nadu, Odisha, Kerala i altres estats. Els serveis ferroviaris van estar suspesos a Panjab durant més de dos mesos a causa de les protestes, fins a octubre. Després d'això, els agricultors de diferents estats van marxar a Delhi per protestar contra les lleis. Els agricultors també van criticar els mitjans de comunicació nacionals per tergiversar la protesta.
En certes parts de l'Índia, també s'han organitzat concentracions amb carros de bou en suport per part dels agricultors marginals.

#### Sindicats agrícoles

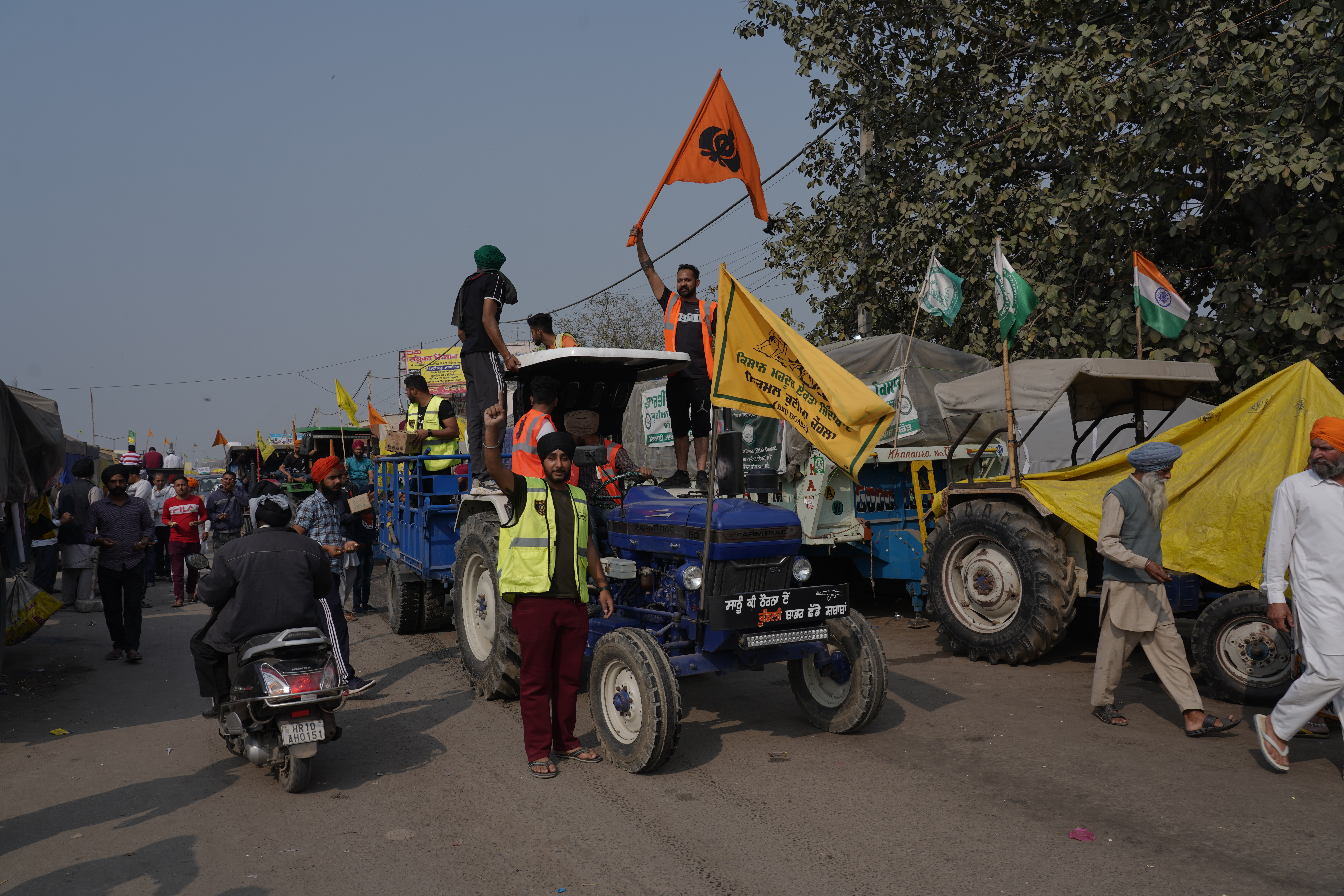
Manifestants amb banderes el febrer de 2021

Sota la coordinació d'organismes com Samyukt Kisan Morcha i All India Kisan Sangharsh Coordination Committee, els sindicats agrícoles que protesten inclouen:
- Bharatiya Kisan Union (Ugrahan, Sidhupur, Rajewal, Chaduni, Dakaunda)

- Kisan Swaraj sangathan[74]

- Jai Kisan Andolan
- All India Kisan Sabha
- Karnataka Rajya Raitha Sangha
- National Alliance for People's Movements
- Lok Sangharsh Morcha
- All India Kisan Khet Majdoor Sangathan
- Kissan Mazdoor Sangharsh Committee
- Rashtriya Kisan Majdoor Sangathan
- All India Kisan Mazdoor Sabha
- Krantikari Kisan Union
- ASHA-Kisan Swaraj
- Lok Sangharsh Morcha
- All India Kisan Mahasabha
- Punjab Kisan Union
- Swabhimani Shetkari Sanghatana
- Sangtin Kisan Mazdoor Sanghatan
- Jamhoori Kisan Sabha
- Kisan Sangharsh Samiti
- Terai Kisan Sabha

Alguns organismes del transport com l'All India Motor Transport Congress (AIMTC), que representen aproximadament 9,5 milions de camioners i 5 milions de conductors d'autobusos i taxis han amenaçat d'aturar el moviment de subministraments als estats del nord, i han afegit que «Després ho escamparem a tot el país si el govern no aborda els problemes (dels agricultors)». Després d'una reunió amb funcionaris governamentals i 30 representants sindicals, «els agricultors han rebutjat les propostes del govern», va dir a la premsa Darshan Pal, president del sindicat Krantikari Kisan, el 8 de desembre de 2020.

#### Rail Roko
El 24 de setembre de 2020, els agricultors van iniciar un Rail Roko (aturar el ferrocarril). Els agricultors van mantindre la campanya fins a l'octubre. El 23 d'octubre, alguns sindicats d'agricultors van decidir suspendre-la, ja que els subministraments de fertilitzants i altres mercaderies de l'estat començaven a esgotar-se.

#### Dilli Chalo

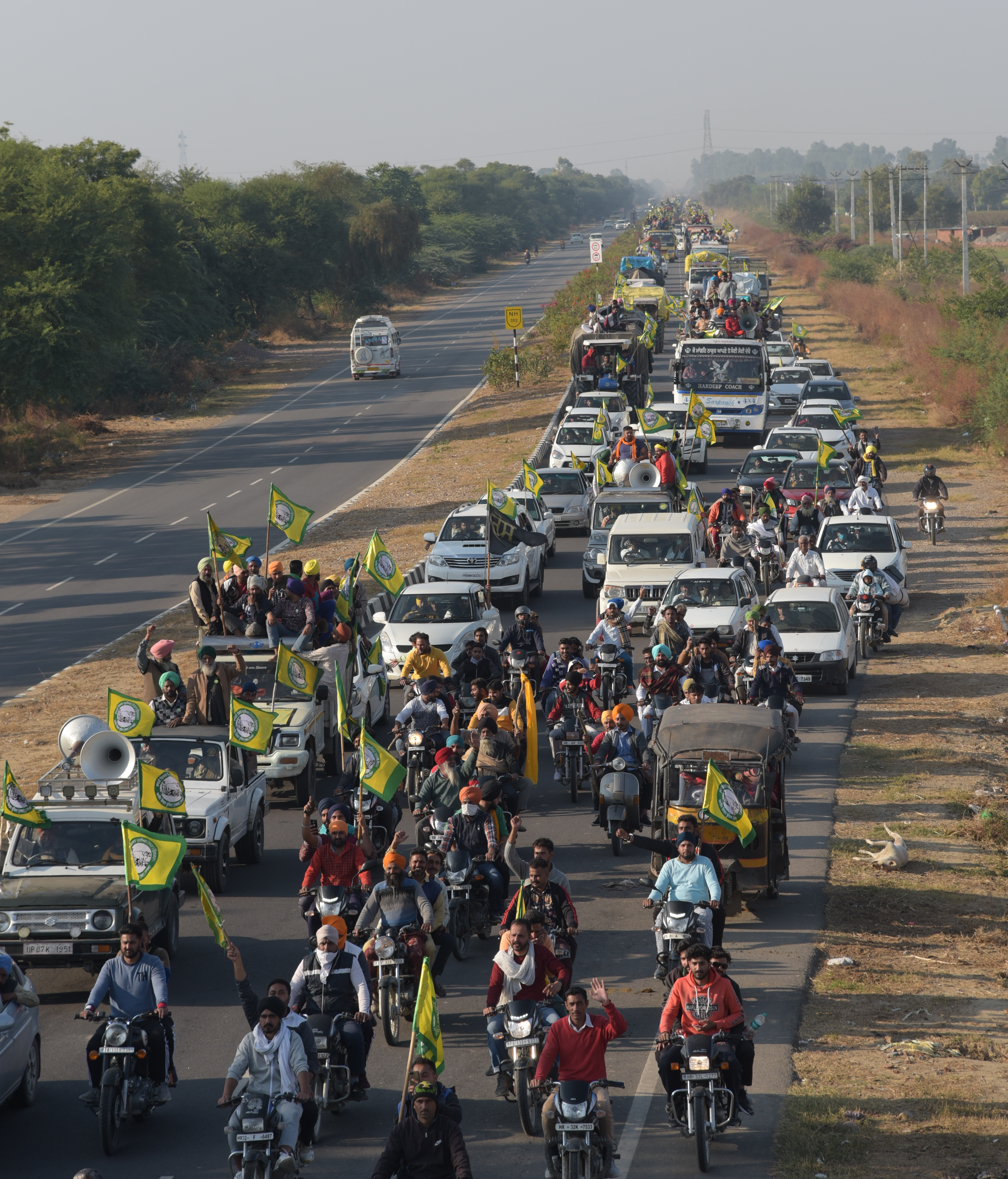
Marxa a Delhi, 27 de novembre

Després de no aconseguir el suport dels seus respectius governs estatals, els agricultors van decidir pressionar el govern central marxant a Delhi. El 25 de novembre de 2020, manifestants del Dilli Chalo (marxa a Delhi) es van trobar amb la policia als límits de la ciutat. La policia va utilitzar gas lacrimogen i canons d'aigua, va excavar trinxeres i va muntar barricades i barreres de terra per aturar els manifestants, provocant almenys tres víctimes entre els camperols. Enmig dels enfrontaments, el 27 de novembre, els mitjans van destacar les accions d'un jove que va saltar a un canó d'aigua de la policia dirigit contra agricultors que protestaven i el va apagar. Més tard va ser acusat d'intent d'assassinat.
La marxa a Delhi va anar acompanyada d'una vaga de 24 hores amb 250 milions de persones a tota l'Índia el dia 26 de novembre en oposició a la reforma de la llei agrícola i als canvis proposats a la legislació laboral.
Entre el 28 de novembre i el 3 de desembre, es va estimar que el nombre d'agricultors que bloquejaven Delhi al Dilli Chalo era d'entre 150 i 300 mil.
El govern central de l'Índia va anunciar que accediria a debatre el futur de les noves lleis agrícoles el 3 de desembre de 2020, malgrat la demanda dels manifestants que les converses tingueren lloc immediatament. Es va decidir que el govern només parlaria amb un grup selecte de sindicats d'agricultors. El primer ministre estaria absent en aquesta reunió, el KSMC, un kissan jatha (organització agrícola) important, es va negar a unir-s'hi a aquesta reunió per aquesta raó. Tot i que el govern central volia que els agricultors s'allunyaren de Delhi a un lloc de protesta a Burari, els agricultors van preferir quedar-se a les fronteres de la ciutat i van presentar una proposta de protesta a Jantar Mantar al centre de Delhi.

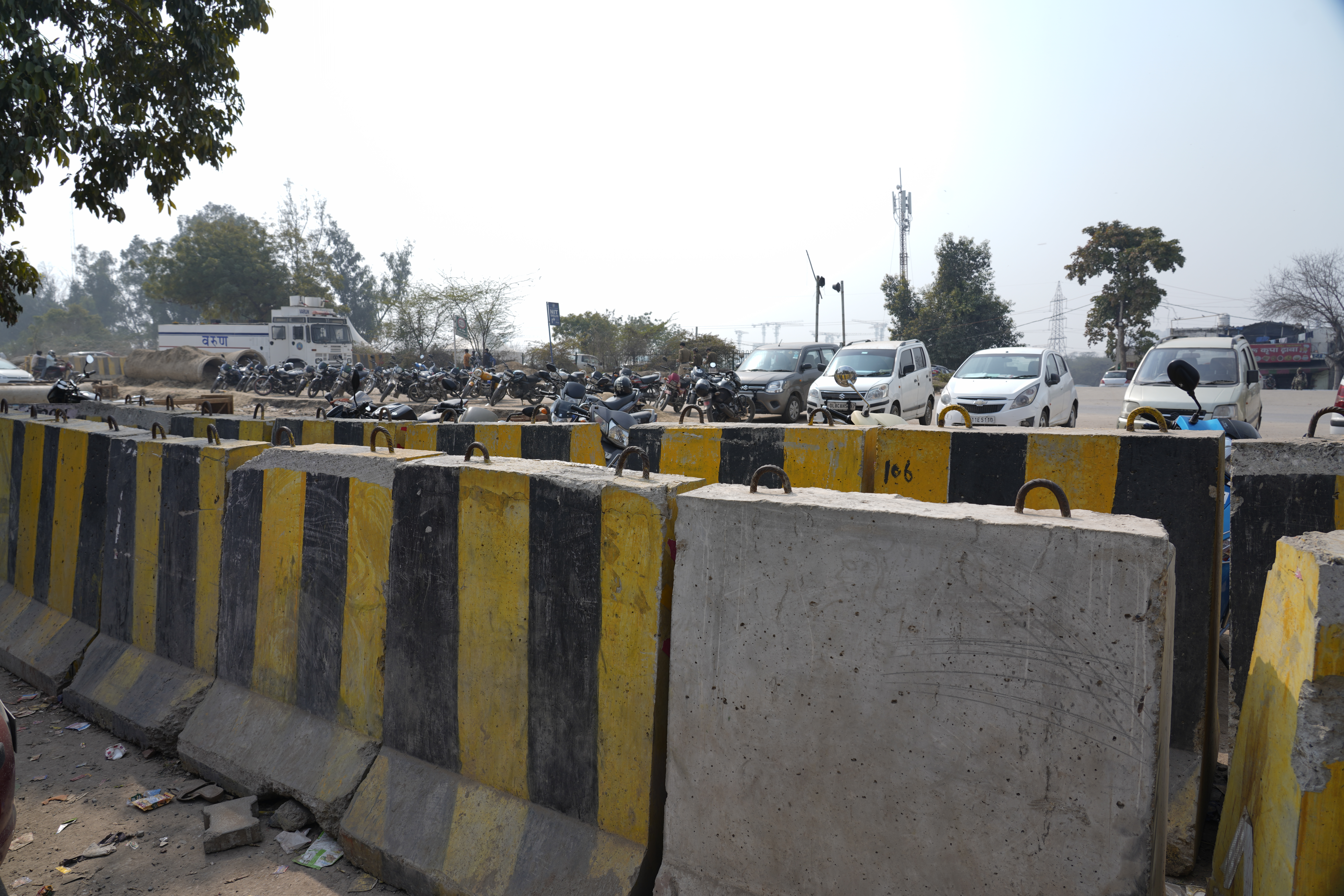
Barricades de ciment

Els sindicats d'agricultors van anunciar que el 4 de desembre cremarien efígies del primer ministre Modi i líders de corporacions. Personalitats destacades van començar a anunciar els seus plans per retornar els seus premis i medalles rebudes pel govern central. El 7 de desembre, els agricultors van anunciar el seu pla d'organitzar una vaga nacional de Bharat Bandh l'endemà. Després que les converses amb el govern central no van trobar una solució el 5 de desembre, els agricultors van confirmar els seus plans per a una vaga nacional el 8 de desembre. Estaven previstes altres converses per al dia 9.
El 9 de desembre, els sindicats d'agricultors van rebutjar les propostes de canvis de lleis del govern, fins i tot quan en una proposta escrita assegurava el preu mínim de suport als cultius. Els agricultors també van dir que bloquejarien la carretera Delhi-Jaipur el 12 de desembre i que es convocarien dharnas a tot el país el 14 de desembre de 2020. El 13 de desembre, la policia de Rewari va muntar barricades a la frontera entre els estats del Rajasthan-Haryana per evitar que els agricultors marxarenn a Delhi, i ells van respondre asseguts a la carretera i bloquejant la carretera Delhi-Jaipur en protesta.
Després de la desfilada amb tractors del 26 de gener, la policia va col·locar barricades metàl·liques, parets de ciment i claus de ferro a les carreteres que conduïen a les tres fronteres principals (Tikri, Singhu i Ghazipur) per bloquejar l'entrada de vehicles a Delhi. També es van col·locar tanques de pues per evitar que les persones entraren a Delhi a peu. A data del 22 de març de 2021, algunes fronteres de Delhi permaneixien tancades. Segons el cos de policia hi ha al voltant de 40.000 manifestants asseguts a Singhu i Tikri.

##### Fronteres i carreteres tallades

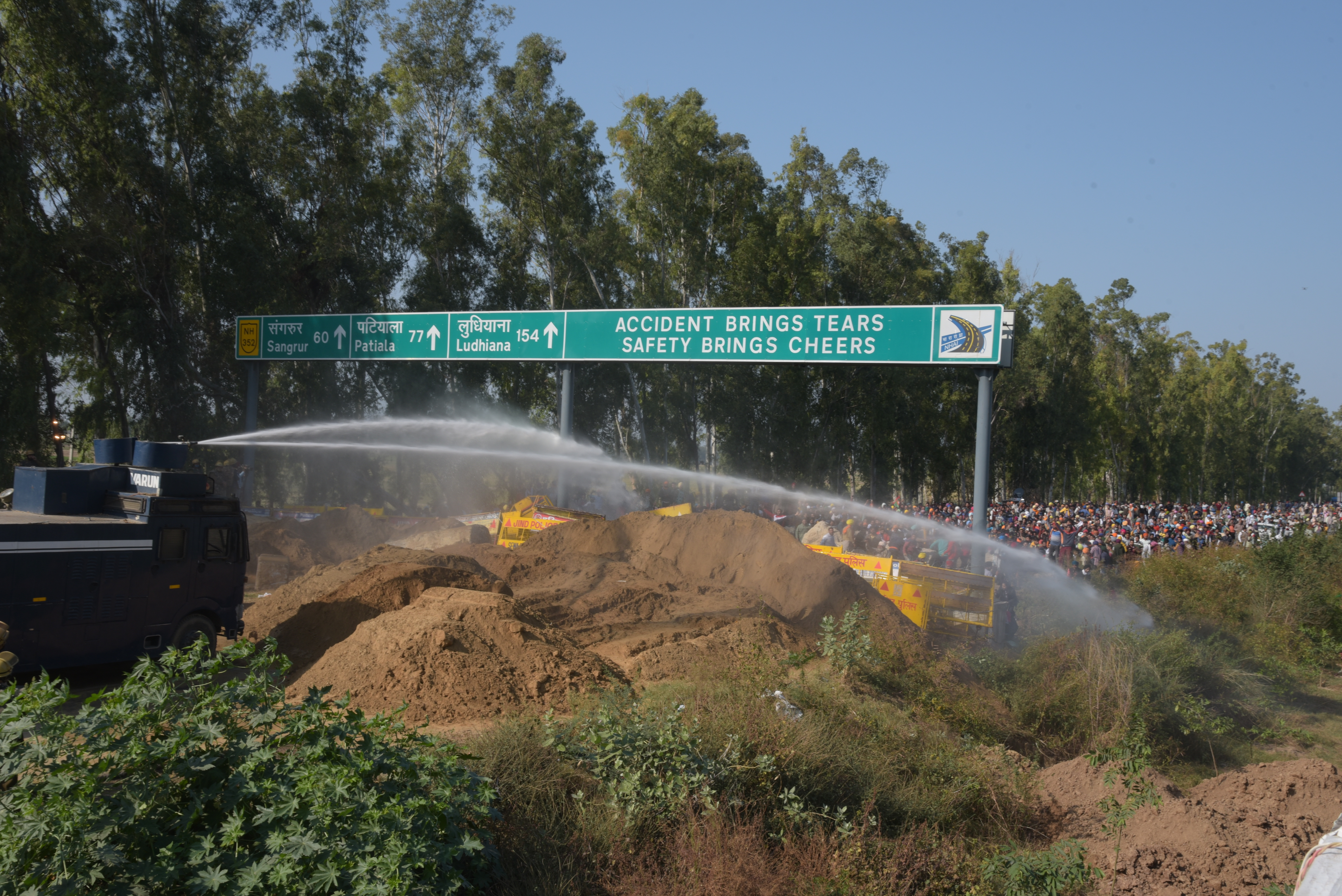
Bloqueig de carretera a l'entrada de Sangrur

Diverses fronteres, inclosos el límit municipal de Kundli, el límit de Dhansa, el límit de Jharoda Kalan, el límit de Tikri, el límit de Singhu, el límit de Kalindi Kunj, el límit de Chilla, el límit de Bahadurgarh i el límit de Faridabad, van ser bloquejats pels manifestants durant les protestes. El 29 de novembre, els manifestants van anunciar que bloquejarien cinc punts més d'entrada a Delhi, concretament Ghaziabad-Hapur, Rohtak, Sonipat, Jaipur i Mathura.

#### Desfilada amb tractors del Samyukt Kisan Morcha
El 26 de gener de 2021, durant el Dia de la República de l'Índia, el Samyukt Kisan Morcha, el Front Unit d'agricultors de l'Índia, va celebrar una desfilada amb tractors a Delhi. Els agricultors van arribar en llargues files de tractors, muntant a cavall o a peu. La desfilada va començar des de les fronteres de Singhu, Tikri i Ghazipur amb Delhi per les rutes aprovades per la policia. Als agricultors se’ls va prohibir l'entrada a l'interior de la ciutat on es portava a terme la desfilada oficial del Dia de la República. Es va informar que segons els sindicats, prop de 200.000 tractors van participar.
La concentració de tractors va començar des de Singhu i estaba designada per seguir una ruta establerta. No obstant això, a mesura que avançava la concentració, es va desviar i va marxar cap a altres rutes. La policia de Delhi va utilitzar gas lacrimògen i van carregar contra els protestants, cosa que va provocar enfrontaments.

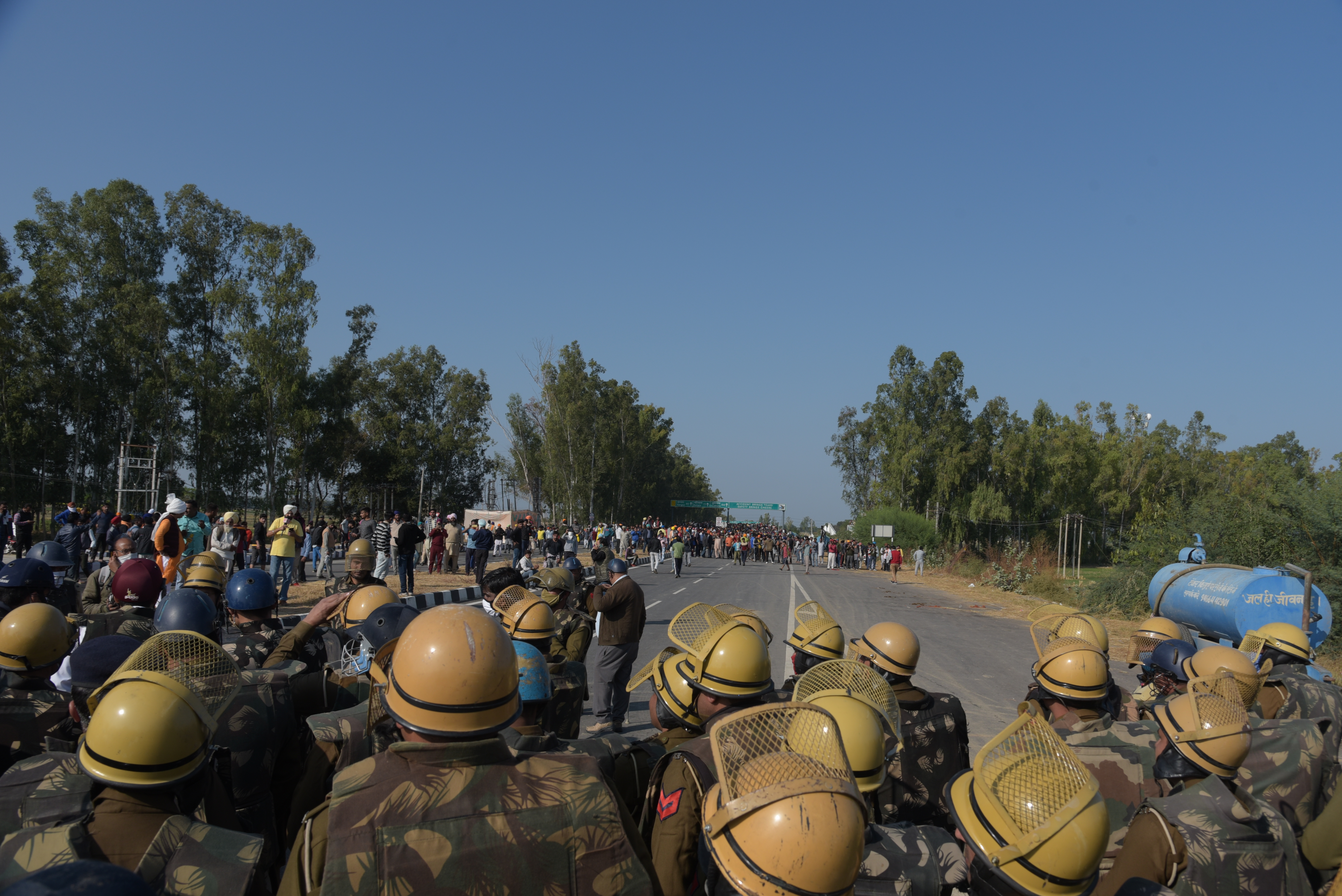
Policia en front del grup de manifestants

La mort d'un manifestant anomenat Navreet Singh va causar controversia: la policia va afirmar que va morir després de perdre el control del seu tractor que va bolcar mentre intentava travessar les barricades, els líders sindicals agrícoles i la família de les víctimes van discutir la versió policial de l'incident i van afirmar que va morir després que la policia li va disparar al cap. Segons els relats dels testimonis filmats al lloc de l’incident per una estació de televisió local de Punjabi, la policia va disparar a Navreet quan intentava conduir a través de la barrera. Un home present al lloc va declarar que Navreet va ser disparat i a causa d'això el tractor va bolcar. La família va dir que a l'informe de l'autòpsia s'esmentaven dues ferides, una a la barbeta de Navreet i l'altra darrere de l'orella. Van explicar la ferida del mentó com a entrada i la profunda escletxa sobre l'orella com la ferida d'eixida de la bala. La família també va publicar un vídeo de la cara de Navreet, que mostrava els forats profunds visibles a la barbeta esquerra i a sobre de l’orella dreta, fent notar que es tractava d’una ferida de bala. La policia va reprimir els intents de denunciar l'incident. Almenys nou periodistes d'alt nivell van rebre acusacions penals per denunciar que la policia de Delhi va matar a trets a Navreet. Molts periodistes i polítics que van denunciar les acusacions de Hardeep Singh han estat acusats de sedició.
Els manifestants van entrar al Red Fort de Delhi i van hissar banderes. Es va informar que 394 policies i milers d’agricultors van resultar ferits, 30 vehicles policials van resultar danyats i els serveis d’internet es van suspendre durant hores a diverses parts de Delhi. La policia va trigar hores a desallotjar les instal·lacions del fort després d’anuncis continus i l'ús de la força.
Diversos agricultors van morir, i milers van resultar ferits, també van resultar ferits més de 300 policies i gran quantitat de vehicles, entre d'ells 30 policials, van resultar destruits.

#### Impacte de la COVID-19
Els manifestants al voltant de Delhi han disminuït després de la segona onada de la pandèmia de COVID-19 a l'India; tot i que també s'ha atribuït a l'època de la collita.

#### Protestes següents
El 3 de febrer, els líders agricultors van advertir que la protesta augmentaria fins a enderrocar el govern si no es derogaven les lleis agrícoles. El 21 de març es va fer menció específica a Bangalore, «...vosaltres (agricultors) heu de convertir Bengaluru en Delhi. Haureu de assetjar la ciutat des de totes direccions». El 21 de març de 2021, segons la policia de Haryana, hi havia uns 40.000 manifestants compromesos asseguts a Singhu i Tikri a la frontera de Delhi.
El Samyukt Kisan Morcha ha previst que 200 agricultors protesten fora del Parlament a diari durant la sessió del monsó a partir del 22 de juliol de 2021. El 5 de setembre de 2021 es va celebrar un mahapanchayat d'agricultors a Muzaffarnagar. El 27 de setembre de 2021, els sindicats d'agricultors van convocar un Bharat Bandh amb limitat suport nacional. Una protesta el 3 d'octubre de 2021 a Lakhimpur Kheri va provocar una sèrie de morts.
El novembre del 2021, els agricultors van aturar la projecció d'una pel·lícula a cinc sales de cinema a Hoshiarpur, descontents perquè Akshay Kumar no hagués donat suport. Una manifestació el 5 de novembre es va tornar violenta i es va trencar la finestra d'un cotxe d'un diputat.

### Agricultors a favor de les lleis agrícoles
El 14 de desembre, un grup de deu sindicats d'agricultors van manifestar el seu suport al govern central per la seva decisió de dur a terme les esmenes necessàries a les tres lleis agrícoles. Sota la bandera del Comitè de Coordinació All India Kisan, el grup d'agricultors pertanyents a estats com Uttar Pradesh, Bihar, Haryana, Kerala, Tamil Nadu i Telangana van expressar el seu suport després d'una reunió amb Narendra Singh Tomar. El 24 de desembre, 20.000 membres de Kisan Sena van marxar a Delhi en suport de les lleis agrícoles. No obstant això, 5 dels grups que donaven suport a les lleis estaven directament relacionats amb el partit governant BJP i molts no tenen cap relació amb l'agricultura ni els agricultors.

## Campaments

### Langars

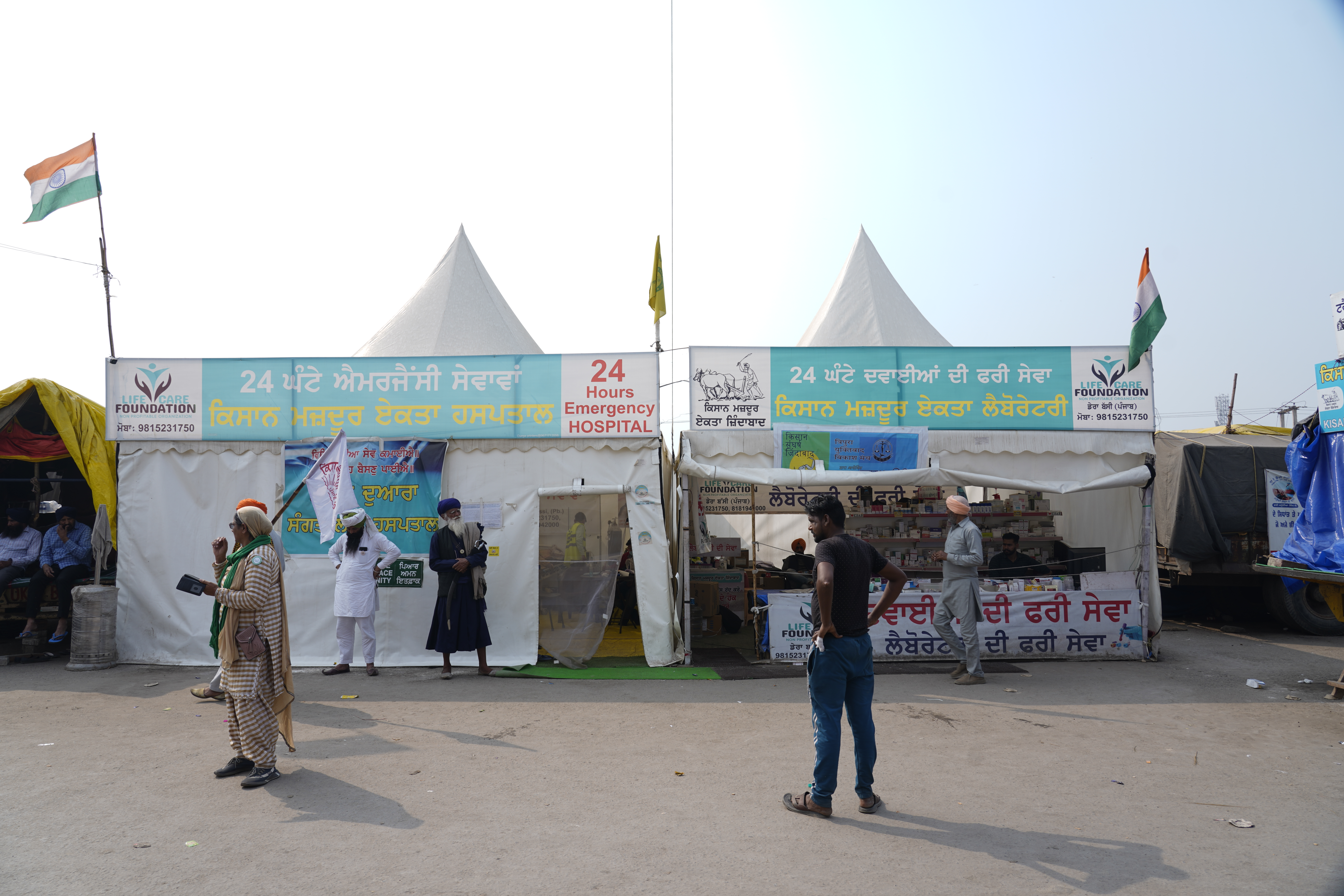
Hospital al campament de la frontera de Singhu

S'han desplegat una gran quantitat de langars i cuines improvisades per organitzacions d'agricultors i ONG per satisfer les necessitats alimentàries de desenes de milers de protestnts als campaments que han sorgit als voltants de la frontera de Delhi després que la policia prohibira els agricultors d'entrar a la ciutat el 26 de novembre. Aquests langars funcionen tot el dia i proporcionen menjar gratuït sense distincions de casta, classe o religió. Els menjars calents que ofereixen els langars inclouen llentilles, verdures de temporada, roti, sèrum de mantega i te. Els mitjans de comunicació amb seu a Delhi han fet comentaris significatius sobre alguns aspectes dels langars, com l'ús de fabricants de roti mecànics que poden cuinar 1.000 roti per hora, o quan es veia als agricultors menjant pizzes elaborades pel langar al límit de Singhu, que va fer escarnir el moviment dels agricultors. Els mitjans de comunicació també van fer comentaris adversos sobre el consum dels agricultors de fruites seques i fruits secs com anacards i panses en un «langar d'ametlles» proporcionat per beneficiaris indis no residents. Entre les organitzacions dedicades a la creació i execució de langars hi ha el Comitè Sikh Gurdwara de Delhi al límit de Singhu; Khalsa Aid; Dera Baba Jagtar Singh de Tarn Taran; la Jamindara Student Organization, amb seu a Delhi; el cap de Gurdwara, Darbar Kot Puran, Ropar, la Federació Musulmana de Panjab, i diversos altres, incloses ONG d'indis no residents que han participat amb ajuda humanitària.

### Escola
Amb motiu de la pandèmia de Covid-19 a l'India es van cancel·lar les classes presencials el març de 2020 i milers de xiquets sense mitjans per connectar-se a les classes en línia es van quedar sense accés a l'educació. Al campament de la frontera de Shingu es va establir una escola provisional per aquests xiquets sense recursos, el gener de 2021 contava amb 167 alumnes.

### Allotjament i subministraments
A més de menjar i te, els agricultors dels campaments, han rebut el suport d'ONG nacionals i internacionals, entre elles l'ONG Khalsa Aid, amb seu al Regne Unit, amb subministraments de tendes de campanya, punts de recàrrega de mòbils amb energia solar; bugaderia; biblioteca; parades mèdiques i de salut dental, que fan tractaments de retracció de dents, neteja, farciment i escalat i cadires de massatge de peus per a manifestants d'edat avançada.

### Seguretat i control
Al límit de Singhu, els agricultors han instal·lat vuit càmeres de circuit tancat de televisió per vigilar el lloc de protesta, «[…] ja que ara hi ha tanta gent que entra. Coneixem els incidents en què persones alienes intenten crear problemes. D'aquesta manera, podem mantenir un registre del que està passant i contrarestar qualsevol relat que ens culpe de qualsevol activitat antisocial», va dir un agricultor del departament de CCTV de Sanyukt Kisan Morcha.

## Derogació de les lleis agricoles
En un discurs televisat el 19 de novembre de 2021, Narendra Modi, el primer ministre de l'Índia, va dir que el seu govern derogaria les tres lleis en la propera sessió parlamentària d'hivern del desembre. En la seva declaració va lamentar la incapacitat del seu govern per convèncer els agricultors dels avantatges de la llei, dient: «però malgrat diversos intents d'explicar els beneficis als agricultors, hem fracassat. Amb motiu de Guru Nanak Gurpurab, el govern ha decidit derogar les tres lleis agrícoles». Experts i escrutadors van suggerir que la decisió de Modi va estar afectada per les properes eleccions estatals a Punjab i Uttar Pradesh el 2022. El portaveu del sindicat Bharatiya Kisan Union, Rakesh Tikait, va declarar que les protestes només cessarien un cop es derogaren oficialment les lleis.

## Morts
El 20 de desembre de 2020, el dia en què els agricultors van mostrar els seus condols col·lectivament per les morts dels agricultors, el nombre de morts era de 41. El 30 de desembre de 2020, eren més de 50. El 2 de gener de 2021, l'estimació de morts era de 57. El 8 de gener de 2021, la setmana següent a l'arribada de les pluges hivernals, la xifra de morts dels agricultors, inclosa la mort per suïcidi dels agricultors, segons els líders del moviment camperol, havia superat els 70. A data de 5 de març el nombre de morts confirmats era de 248. El 10 de juliol de 2021 es reportava un nombre de 537 pretestants morts. Al novembre de 2021 el líder del BKU, Rakesh Tikait, va declarar que uns 750 manifestants havien mort.
El primer agricultor que va morir a les protestes va ser Dhanna Singh, de 45 anys, del districte de Mansa al Panjab. Era líder del sindicat Haratiya Kisan (Dakaunda). Va morir, la nit del 26 de novembre de 2020, segons van informar els líders dels agricultors i els mitjans de comunicació, mentre intentava fer passar el seu tractor per davant de la barricada de camions carregats de sorra de la policia de Haryana. Anava a unir-se als agricultors que la policia de Delhi havia detingut el 26 de novembre, a la frontera entre Haryana i Delhi.

### 15 de setembre - 20 de desembre de 2020
La xifra de morts d'agricultors durant el període del 15 de setembre al 20 de desembre, segons els informes dels mitjans, era de 41. D'aquests 38 eren de Panjab (30 de Malwa, 6 de Doaba i 2 de Majha) i tres d'Haryana. Aquest total inclou set agricultors morts a causa del fred i atacs de cor als afores de Tikri i sis als de Singhu, inclòs Sant Baba Ram Singh, que es va suïcidar el 16 de desembre. En el període del 26 de novembre al 18 de desembre, segons Manoj Yadava, director general de policia d'Haryana, van morir 25 agricultors (14 per atacs de cor i fred, 10 per accident i 1 per suïcidi). Aquesta estimació, però, no coincidia amb les morts estimades en «lluita» pel doctor Darshan Pal, un dels líders dels agricultors, segons el qual el nombre de morts dels agricultors en «lluita» durant aquest període és de 35.

### 21 de desembre - 25 de gener de 2021
Piara Singh, un pagès pobre de 70 anys i membre del BKU (Dakaunda) va morir el 29 de desembre, de pneumònia, a un hospital privat de Sangrur. Segons el seu germà gran, Piara Singh formava part del contingent que participava en la satyagraha des del 26 de novembre. Altres agricultors morts el 29 de desembre van incloure a Amarjeet Singh Rai a Jalalabad i al treballador agrícola Malkiat Kaur de Mazdoor Mukti Morcha a Mansa, Punjab. L'1 de gener de 2021, Galtan Singh, de 57 anys, de Baghpat, que formava part dels manifestants al límit de Ghazipur, va morir després de queixar-se de no poder respirar. Es va convertir en la primera víctima mortal de 2021. El 2 de gener van morir tres agricultors: dos als afores de Tikri i un als de Singhu. A Tikri, Jagbir Singh, de 66 anys, del districte de Jind, va morir per sospita d'infart; i Jashnpreet, de 18 anys, de Bathinda, va morir després de ser evacuat a Rohtak. Shamsher Singh, de 44 anys, un pagès dalit, que estava al campament de Singhu amb el seu fill de 13 anys, va morir després de queixar-se de dolor al pit, abans d'arribar a l'hospital de Soneput, Haryana.

### A partir del 26 de gener de 2021
Navreet Singh, de 25 anys, resident al districte de Rampur, estudiant de la Universitat de Melbourne en actiu a l'Índia, va morir mentre participava a la concentració de tractors del Dia de la República dels agricultors el 26 de gener de 2021. Va ser l'únic mort durant la concentració dels agricultors. Segons el primer informe d'informació de la policia de Delhi (FIR) i l'autòpsia, Navreet Singh va morir a causa de les ferides al cap sofertes en un accident de tractor. Avinash Chandra, director addicional de la Policia (DGP) de la zona de Bareilly, la jurisdicció de la qual inclou Rampur, va dir als periodistes que l'informe postmortem ha confirmat que Navreet Singh no va ser afusellat i que va sucumbir a les ferides antimortem "rebudes després que el tractor es va tombar". Hardeep Singh Dibdiba, l'avi de Navreet Singh, amb qui s'allotjava, ha al·legat que Navneet Singh va morir per ferides de trets a causa dels dispars de la policia. El periodista que va informar de les acusacions de Hardeep Singh ha estat acusat de sedició per la policia d’Uttar Pradesh. Entre els acusats hi ha Siddharth Varadarajan, Mrinal Pande, Rajdeep Sardesai, Vinod Jose, Zafar Agha, Paresh Nath i Anant Nath, i Shashi Tharoor, diputat del Congrés. Varadarajan ha qualificat la policia FIR de "processament maliciós"
Diversos protestants, com Prem Singh, van morir també el dia 26 pel bolcament de vehicles durant les confrontacions.
El 3 d'octubre, durant la violència de Lakhimpur Kheri, es van matar quatre agricultors i un reporter i hi va haver deu ferits després de ser atropellats per un SUV del comboi del ministre d'Estat de l'Interior de la Unió, Ajay Kumar Mishra. La matança es va produir mentre els protestants blocaven el pas del ministre en la sua visita a Banbirpur. Un cotxe del comboi va atropellar per darrere els protestants seguit per altres dos cotxes, que van xafar els ferits que estaven al terra. Posteriorment alguns protestants van incendiar un dels cotxes i van linxar tres persones fins a la mort, incloent-hi en conductor. Dos d'aquests cotxes implicats eren propietat del ministre Ajay Kumar Mishra. Segons els testimonis presencials, el fill del ministre, Ashish Mishra, anava en un dels cotxes del comboi i va ser arrestat i interrogat el 9 d'octubre.

### Suïcidis
A 25 de gener de 2021, la xifra de morts d'agricultors que s'havien suicidat per protestar contra la política agrícola del govern era de cinc. Sant Baba Ram Singh, un sacerdot sikh, es va disparar el 16 de desembre de 2020 a la frontera de Singhu en protesta contra les lleis agrícoles. Segons JS Randhawa, superintendent sènior de policia de Sonepat, Haryana, Ram Singh, va deixar enrere una nota de 10 pàgines, del 14 de desembre, i una carta de suïcidi escrita a mà, del 16 de desembre de 2020, en què escrivia que no podia suportar el dolor dels pagesos. En el seu funeral el 18 de desembre, a Karnal, a la qual van assistir líders agricultors, caps religiosos i el cap del comitè de Shiromani Gurudwara Parbandhak, Bibi Jagir Kaur, es va llegir la carta de suïcidi que deia: «Les bales disparades des de les armes només maten els que colpegen. La bala de la injustícia, però, mata a molts d'un sol cop... És humiliant patir injustícies».
El 18 de desembre, segons Joginder Singh Jawanda, líder de BKU, un agricultor de 22 anys molt endeutat, es va matar amb verí al seu poble després de tornar de Singhu, el lloc de protesta a la frontera de Delhi. El 27 de desembre, Amarjit Singh Rai, advocat, també es va suïcidar prenent verí. Abans de prendre's la vida, Rai va escriure en una nota que «sacrificava la seva vida» en suport a la protesta dels agricultors i va instar el primer ministre Narendra Modi a «escoltar la veu de la gent».
El 2 de gener de 2021, Kashmir Singh Ladi, un agricultor de 75 anys de Bilaspur, al districte de Rampur, d'Uttar Pradesh (UP), es va suïcidar. És el quart suïcidi d'agricultors des que els manifestants van ser detinguts el 26 de novembre de 2020 per la policia de la frontera Delhi-UP Ghazipur, també anomenada porta UP. Kashmir Singh, que acampava als límits des del 28 de novembre, juntament amb el seu fill i el seu net, es va penjar al vàter. Ladi, segons un funcionari del govern, va deixar una nota en panjabi que deia: «Fins quan ens asseurem ací al fred? Aquest govern no escolta gens. Per tant, renuncio a la meva vida perquè surti una solució».
El 9 de gener de 2021 es va informar que Amrinder Singh, un agricultor panjabi de 40 anys, s'havia matat prenent pastilles de fòsfor d’alumini a l'exterior de Singhu. L'home havia estat deprimit per l'estat de les negociacions i s'havia pres les pastilles en una escenari destinat als manifestants per parlar, després de la qual cosa va ser traslladat ràpidament a l'hospital, però no van poder reanimar-lo.

### Commemoració dels difunts
El 20 de desembre, el dia 25 de la protesta, es va celebrar a Singhu, Tikri, la porta UP, campaments de manifestants i a diferents localitats de tot el país el «Shradhanjali Diwas» (Dia de l'homenatge i el record) en honor de la memòria dels 41 agricultors que han mort des del 15 de setembre, anomenats xahid pels líders dels agricultors. Segons Sukhdev Singh Kokrikalan, el secretari general del BKU (Ugrahan) es van organitzar actes simultanis a 98 pobles de 15 districtes del Panjab, per honrar els morts. Aquestes commemoracions van continuar fins al 24 de desembre.
El 4 de gener de 2021, davant la insistència dels líders dels agricultors, els ministres del govern i els funcionaris del govern de l'Aliança Democràtica Nacional, que s'havien mostrat reticents a commemorar, donar condolences o comentar la mort dels agricultors, van participar en un silenci de dos minuts durant la setena ronda de converses entre el govern i els líders camperols celebrats a Vigyan Bhavan, Nova Delhi. L'11 de febrer de 2021, Rahul Gandhi, a la Loka Sabha, va proposar que la casa guardés dos minuts de silenci per als agricultors que havien perdut la vida durant les protestes. Mentre l'oposició va guardar el silenci de dos minuts, alguns membres, inclosos els del governant BJP, es van oposar sorollosament a la proposta de condol als agricultors morts en no participar.

## Resposta

### Nacional
El 17 de setembre, la ministra d'Indústries de Processament d'Aliments, Harsimrat Kaur Badal, del partit Shiromani Akali Dal (SAD), va renunciar al seu càrrec en protesta contra les actes. El 26 de setembre, Shiromani Akali Dal va deixar l'Aliança Democràtica Nacional. El 30 de novembre, el primer ministre Narendra Modi va plantejar preocupacions sobre el problema dels agricultors enganyats i radicalitzats. Va afirmar que «els camperols estan sent enganyats per aquestes lleis de reforma agrícola per les mateixes persones que les han enganyat durant dècades», citant que en diverses ocasions els membres de l'oposició habien estat condemnats per difondre mentides. Modi va afegir que l'antic sistema no s'estava substituint, sinó que es proposaven noves opcions per als agricultors. Diversos ministres del govern també van fer declaracions al respecte.
L'1 de desembre, el diputat independent Somveer Sangwan va retirar el suport al govern a l'Assemblea d'Haryana. L'aliat del BJP, el partit Jannayak Janta (JJP), també va demanar al govern central que considerés donar una «garantia per escrit de la continuació del preu mínim de suport per als cultius». El 17 de desembre, el ministre d'Agricultura i Benestar Agrari va escriure una carta als agricultors sobre les noves lleis.

#### Converses entre el govern i agricultors
S'han dut a terme nou rondes de converses entre el Centre i els agricultors (representats per sindicats agrícoles) fins al 15 de gener de 2021. La reunió del 4 de gener va comptar amb la presència de tres ministres del govern: el ministre d'Agricultura, Narendra Singh Tomar, i els ministres de comerç, Piyush Goyal i Som Parkash. Els tres ministres van rebutjar les sol·licituds de desestimar les tres noves lleis agrícoles, ja que requeria una major consulta amb les autoritats superiors. S'ha informat que les dues parts han aconseguit arribar a un acord sobre dues qüestions que preocupen els agricultors, l'augment de les tarifes de l'energia i les sancions per la crema de rostolls.
La primera ronda de converses va ser el 14 d'octubre de 2020, on el secretari d'Agricultura era present, però no el ministre.

#### Incidents de fake news
Diversos polítics han difós desinformació i notícies falses sobre les protestes i, basant-se en això, han presentat denúncies de separatisme, sedició i activitats 'antinacionals' sobre les protestes dels agricultors. Com a resposta a aquestes qüestions, el desembre de 2020, un grup d'agricultors que van protestar van anunciar que establirien una unitat per contrarestar la desinformació que s'estenia sobre les protestes. Entre els incidents notables de notícies enganyoses s'inclouen:
- El secretari general del BJP, Dushyant Kumar Gautam, va dir que s'estaven utilitzant les consignes de «Khalistan Zindabad» i «Pakistan Zindabad» durant les protestes.[184] El 28 de novembre, el ministre en cap d'Haryana, Manohar Lal Khattar, va dir que s'han vist «elements no desitjats» com simpatitzants radicals de Khalistan entre els agricultors que protesten pacíficament i democràticament.[185] Aquestes acusacions van ser secundades pel diari Times Now.[186] Tanmateix, els controls realitzats pel diari India Today, així com el lloc web sense ànim de lucre, Alt News, van indicar que s'utilitzaven imatges antigues d'una protesta del 2013 per fer afirmacions falses sobre el separatisme khalistani durant les protestes dels agricultors.[187][188] Els manifestants també han acusat els mitjans de comunicació nacionals de no dir la veritat en relació amb les lleis.[189] Un manifestant va dir a Scroll.in que «Els mitjans de comunicació de Modi ens anomenen Khalistanis […] Hem estat asseguts pacíficament durant un mes, això ens converteix en terroristes».[190] El Sindicat d'Editors de l'Índia va demanar als mitjans de comunicació que no etiquetaren els agricultors que protestaven com a «khalistanis» o «antinacionals» dient que «això va en contra dels principis d'un periodisme ètic i responsable. Aquestes accions comprometen la credibilitat dels mitjans de comunicació».[191]

- El desembre de 2020, el cap del departament d'informàtica del partit Bharatiya Janata, Amit Malviya, va compartir un vídeo enganyós i fals sobre les protestes dels agricultors, afirmant que no hi havia hagut violència policial, en resposta a proves de violència policial compartides pel polític del Congrés Rahul Gandhi. Twitter va marcar el vídeo de Malviya com a «informació manipulada», posant un avís baix del tweet per indicar que el contingut compartit per Malviya estava «alterat o fabricat enganyosament» amb la intenció d'enganyar la gent.[192][193][194]
- Un tweet del diputat canadenc Jack Harris en suport a la protesta va ser atribuït falsament a la vicepresidenta electa estatunidenca Kamala Harris. Harris va publicar una declaració aclarint que no havia fet la declaració.[195]
- La unitat del Panjab del BJP va compartir un anunci que contenia el que afirmaven que era un «feliç agricultor» que donava suport a les noves lleis. La imatge era realment d'un camperol que protestava, que no havia consentit l'ús de la seva imatge. Després d'oposar-se públicament i presentar un avís legal contra el BJP de Punjab, la imatge es va substituir per un dibuix de dibuixos animats d'un pagès.[196][197][198]
- Priti Gandhi, encarregat de les xarxes socials del departament de dones del BJP, va compartir una imatge dels agricultors que suposadament protestaven pel canvi a l'estat constitucional del Caixmir el 2019. Aquesta imatge no es va fer durant la protesta dels agricultors, sinó que provenia d'una protesta celebrada el 2019 pel partit polític Shiromani Akali Dal.
- Diversos polítics del BJP, inclòs el ministre Giriraj Singh, van compartir un vídeo de membres de la policia que retiraven el turbant d'un manifestant sikh i van afirmar falsament que el manifestant no era sikh, sinó que en realitat era musulmà, i van afirmar, a més, que això era una prova que els musulmans instigaven les protestes. Aquest vídeo s'havia compartit prèviament durant les protestes de la Llei de ciutadania del 2019 i es va desmentir com a fals en aquell moment, tot i que es va tornar a compartir durant les protestes dels agricultors del 2020 per plantejar denúncies contra ciutadans musulmans.[199]
- El gener de 2021, va circular una portada de la revista National Geographic manipulada per un usuari que representava la protesta dels agricultors com la història de la portada.[200]
- El gener de 2021, diversos líders del BJP, inclòs Jawahar Yadav, i les pàgines de Facebook del primer ministre Narendra Modi, van acusar els agricultors protestants de vandalitzar rètols a les autopistes i compartir imatges d'aquests rètols. Les imatges es van establir posteriorment com a extretes d'antics articles de notícies sobre protestes el 2017 sobre la col·locació de signes en llengua panjabi en aquests cartells.[201]

#### Teories de la conspiració
Diversos líders del BJP han afirmat sense cap prova que les protestes són el resultat d'una conspiració, llançada pels que han descrit com a «antinacionals». El ministre d'Alimentació, Ferrocarrils i Consum, Piyush Goyal, ha qualificat els agricultors que protestaven com a «esquerrans i maoistes» i «segrestats» per conspiradors desconeguts. Kripal Parmar, exdiputat de Rajya Sabha i vicepresident de BJP a Himachal Pradesh, va afirmar: «La protesta està impulsada per l'interès de pocs elements antinacionals». El ministre del BJP, Raosaheb Danve, ha al·legat una conspiració internacional, afirmant que la Xina i el Pakistan estan darrere de les protestes en curs dels agricultors. El diputat del BJP, Surendra Singh, va dir: «es tracta d'una agitació patrocinada per forces antinacionals i que té finançament estranger». El cap del BJP a Uttarakhand, Dushyant Kumar Gautam, va declarar que les protestes havien estat «segrestades» per forces «terroristes» i «antinacionals». Diversos líders del BJP han culpat del que han anomenat la «Tukde Tukde Gang», un terme pejoratiu que utilitza el BJP i els seus partidaris contra qualsevol persona que no estigui d'acord amb la seva política, com a instigadora de les protestes, i vinculat a protestes anteriors sobre les lleis de ciutadania de l'Índia. El diputat del BJP de Delhi, Manoj Tiwari, ha acusat conspiradors anònims d'iniciar les protestes, a l'igual el ministre, Ravi Shankar Prasad. En resposta a les afirmacions del BJP, Sukhbir Singh Badal, exministre adjunt en cap de Panjab, va afirmar que el BJP era la veritable «Tukde Tukde Gang» i que intentava dividir Punjab. El secretari general del BJP, Manoj Tiwari, també ha descrit els agricultors que protestaven com a «naxals urbans». El líder del BJP de Rajasthan, Madan Dilawar, ha acusat els agricultors que protestaven de «conspirar» per contagiar la grip aviària a l'Índia després que es van informar d'alguns casos al gener. Dilawar va afirmar que els agricultors que protestaven estaven propagant la grip aviària «menjant biryani de pollastre i anacards/ametlles», tot i que no va aclarir com es relacionen aquests aliments i la grip aviària.
L'oposició a les afirmacions de conspiració s'ha expressat des del BJP i fora d'aquest. El membre del BJP, Surjit Singh Jyani, que formava part d'un comitè que va negociar amb diversos sindicats, es va oposar vocalment a les afirmacions, afirmant: «S'hauria d'evitar aquest tipus de llenguatge. Sabem grups molts agricultors estan inclinats a l'esquerra, però la assenyalar-los de tukde tukde Gang i anti-nacionals no acabarà amb el problema». Uddhav Thackeray, ministre en cap de Maharashtra i líder de Shiv Sena, ha expressat l'oposició a l'etiquetatge dels manifestants com a «antinacionals», assenyalant una certa confusió entre els líders del BJP sobre l'origen de les acusacions de conspiració. Va dir: «Els líders del BJP haurien de decidir qui són els agricultors, si són d'esquerres, pakistanesos o han vingut de la Xina». També s'ha oposat a les reclamacions de conspiració el primer ministre del Rajasthan i polític del Congrés, Ashok Gehlot, que va instar el govern a arribar a una «solució amistosa» amb els agricultors que protestaven «en lloc de culpar a bandes i elements antinacionals per aquestes protestes.»

### Internacional
- Austràlia: els diputats de Victòria, Rob Mitchell i Russell Wortley, van estar entre els líders laboristes que van parlar en suport a les protestes dels agricultors, Mitchell es va dirigir al parlament victorià sobre el tema després de la celebració de diverses protestes a Austràlia per part dels ciutadans.[214]
- Canadà: Justin Trudeau, primer ministre del Canadà, va expressar la seva preocupació per la mala resposta a les protestes del govern indi.[215] Trudeau va afirmar que «el Canadà sempre hi serà per defensar el dret dels manifestants pacífics» i va expressar el seu suport al «procés de diàleg».[216] Com a resposta, el Ministeri d'Afers Exteriors de l'Índia va convocar a l'alt comissari canadenc a l'Índia, Nadir Patel, i va emetre un dictamen, afirmant que els comentaris de Trudeau eren «una ingerència inacceptable en els nostres assumptes interns».[217] Trudeau va reiterar la seva declaració malgrat l'advertència del govern indi que els seus comentaris amenaçaven les relacions diplomàtiques entre els dos països.[218] El dissabte, 5 de desembre, centenars de simpatitzants van protestar al centre de Toronto i Vancouver, reunint-se davant del consolat indi de les dues ciutats per mostrar el seu suport.[219] Organitzats per membres de la comunitat sikh, els manifestants es van solidaritzar amb els agricultors i el seu dret a protestar pacíficament.
- Itàlia: l'ambaixadora de l'Índia a Itàlia, Neena Malhotra, va visitar una gurudwara a Roma el desembre com a part d'un esforç de divulgació del govern indi als sikhs enmig de les protestes agrícoles. Malhotra va rebre reaccions a les xarxes socials quan l'Ambaixada va afirmar que havia estat ben rebuda durant la visita. Tanmateix, Malhotra va ser criticada pels membres del comitè de gestió dels gurudwara quan va parlar a favor de les noves lleis agrícoles.[220][221]
- Nova Zelanda: a principis de desembre de 2020, 1.500 neozelandesos indis van protestar a la plaça Aotea d'Auckland contra les noves lleis agrícoles.[222]
- Pakistan: el ministre federal Fawad Chaudhry de Panjab va criticar el comportament del govern indi amb agricultors punjabi i ho ha qualificat de «vergonyós». A més, va afirmar que les polítiques de Modi eren «amenaces per a la pau regional».[223]
- Regne Unit: diversos diputats laboristes del Regne Unit van expressar el seu suport a les protestes i van expressar la seva preocupació per la resposta del govern als manifestants, Tanmanjeet Singh Dhesi, Preet Kaur Gill i John McDonnell entre ells.[224][225] Alguns diputats britànics i el jugador de críquet Monty Panesar també van fer tweets en favor dels agricultors.[226] El desembre de 2020, un grup de 36 diputats britànics del Partit Laborista, Conservador, Liberal Demòcrata i del Partit Nacional Escocès van demanar al secretari britànic d'Afers Exteriors, Dominic Raab, que expressés les seves preocupacions amb el govern indi.[227][228] El primer ministre britànic Boris Johnson, després de ser preguntat per l'assumpte, el va confondre amb el conflicte Índia-Pakistan, fent crítiques a escala nacional i a l'Índia.[229][230]
- Estats Units: es van celebrar diverses protestes indi-americanes en suport als agricultors, amb concentracions fora dels consolats indis a San Francisco, Chicago, Indianapolis, Nova York, Houston, Michigan, Atlanta, Washington DC, Fort Wayne, i Detroit.[231][232][233] Diversos congressistes estatunidencs, tant del partit republicà com del partit demòcrata, van expressar el seu suport a aquestes protestes, inclosos Josh Harder, TJ Cox, Doug LaMalfa i Andy Levin.[234] El desembre de 2020, set congressistes van escriure al secretari d'Estat, demanant-li que plantegés la qüestió de les protestes dels agricultors amb l'Índia.[235][236] El 7 de febrer, grangers sihk de la Vall Central de Califòrnia van finançar un anunci a la LV Super Bowl en suport a les protestes a l'Índia.[237]
- Catalunya: la comunitat índia de Vic es va manifestar a la Plaça Major per demanar suport als governs català i espanyol i per defensar les seues families a la frontera de Delhi.[238]

#### Organitzacions
- Nacions Unides: António Guterres, secretari general de l'ONU, va demanar al govern indi que permetera les protestes, afirmant el dret a manifestar l'oposició al govern, «La gent té dret a manifestar-se pacíficament i les autoritats han de permetre que ho facen.»[239]
- Fons Monetari Internacional: Gerry Rice, director de comunicacions de l'FMI, va dir que les reformes agrícoles tenen un potencial, però que hi hauria d'haver una «xarxa de seguretat social» per protegir «aquelles persones que es puguen veure afectades durant la transició a aquest nou sistema».[240]
- Observatori dels Drets Humans: l'HRW va emetre un comunicat el 2 de febrer de 2021 en què demanava al govern indi que retirara els "càrrecs criminals sense fonament" contra els periodistes que cobrien les protestes.[241]

### Acadèmics
Milind Sathye, professor de la Universitat de Canberra, assegura que les noves lleis «permetran als agricultors actuar junts i unir-se amb el sector privat», i que «el sistema anterior havia provocat un creixement del deute agrícola i els suïcidis dels agricultors, entre altres problemes». Rajshri Jayaraman, professor associat d'Economia de la Universitat de Toronto, afirma que «les lleis són confuses i aprovar una legislació com aquesta afecta el sector més gran de l'economia i les persones més pobres d'un país ja pobre durant una pandèmia».
L'1 de gener de 2021, 866 acadèmics de tota l'Índia van donar suport a les tres lleis agrícoles. Això inclou set vicerectors i acadèmics de la Universitat de Delhi, JNU, Universitat Rajasthan, Universitat Gujarat, Universitat Allahabad i Universitat Hindú Banaras, entre d'altres. Kaushik Basu, antic economista en cap del Banc Mundial, dona suport a la causa dels camperols, en contra de la posició d'Arvind Panagariya, antic economista en cap del Banc asiàtic de Desenvolupament. Hansong Li, acadèmic xinès de la Universitat Harvard, argumenta que, tot i que les reformes agrícoles de l'Índia s'assemblen a les pròpies reformes agrícoles orientades al mercat de la Xina, l'Índia manca dels mecanismes de reducció del risc en el context xinès i que la crisi general ha demostrat una manca de confiança pública i cohesió a l'Índia.
L'exministre en cap de Panjab, Parkash Singh Badal, de la Shiromani Akali Dal (SAD), va retornar el seu premi Padma Vibhushan al president de l'Índia el 3 de desembre de 2020, en suport a la protesta dels agricultors. El 4 de desembre de 2020, l'ecologista Baba Sewa Singh va retornar el seu premi Padma Shri. El cantant popular panjabi Harbhajan Mann es va negar a acceptar el premi Shiromani Punjabi del Departament de Llengües del Panjab del Govern de Punjab en suport de les protestes.
El diputat de Rajya Sabha i president del SAD Sukhdev Singh Dhindsa també van anunciar que retornaria el seu premi Padma pel seu suport personal a les protestes.

### Xarxes socials
Els vídeos i les imatges de les protestes han ajudat a donar a conèixer la causa dels agricultors i molts s'han convertit en virals, entre ells un d'un agent de policia amb la porra alçada cap a un home sikh vell, Sukhdev Singh, que s'ha compartit a les xarxes socials. Singh va ser entrevistat i va informar que va patir lesions, però algunes persones pensen que la imatge és més que res propagandística.
També s'estan utilitzant etiquetes per mostrar suport com #FarmersProtest, #standwithfarmerschallenge, #SpeakUpForFarmers, #iamwithfarmers, #kisanektazindabaad, #tractor2twitter, #isupportfarmersare per mantenir el tema rellevant en vàries plataformes multimèdia. Un altre propòsit de les publicacions a les xarxes socials és contrarestar les publicacions negatives. Aquestes publicacions també beneficien els sindicats i els ajuden a arribar al públic sobre els seus problemes i preocupacions.
El 20 de desembre de 2020, Facebook va eliminar una pàgina anomenada Kisan Ekta Morcha, una font de notícies oficial de la protesta dels agricultors. Més tard es va recuperar després de la indignació pública. Des de llavors, tant Facebook com Instagram, propietat de Facebook, han estat acusats d'eliminar i ocultar contingut dels agricultors i afavorir el govern dirigit per BJP, acusació a la qual ja s'havia enfrontat prèviament.
El 3 de febrer de 2021, a partir d'un tweet de Rihanna en que mostrava suport a les protestes, l'etiqueta #farmersprotest va arribar a tendències i una gran quantitat de personalitats i figuers internacionals es van sumar al suport, entre elles Meena Harris, Amanda Cerny, Greta Thunberg, Jim Costa, Lilly Singh, Rupi Kaur, Russ, Mia Khalifa, Claudia Webbe, Jamie Margolin i Elizabeth Wathuti. En conseqüència, el Ministeri d'Afers Exteriors de l'Índia va publicar el següent comunicat:
| « | El Parlament de l'Índia, després d'un debat i discussió completa, va aprovar una legislació reformista relacionada amb el sector agrícola. Aquestes reformes permeten ampliar l'accés al mercat i van proporcionar una major flexibilitat als agricultors. També obren el camí a una agricultura sostenible econòmicament i ecològicament. Un sector molt reduït d’agricultors d'algunes parts de l’Índia té algunes reserves sobre aquestes reformes. Respectant els sentiments dels manifestants, el Govern de l'Índia ha iniciat una sèrie de converses amb els seus representants. Els ministres de la Unió han format part de les negociacions i ja s'han celebrat onze rondes de converses. El Govern fins i tot s'ha oferit a mantenir les lleis en suspens, una oferta iterada per ni més ni menys que el primer ministre de l’Índia. Tot i així, és lamentable veure grups d’interès creats que intenten fer complir la seva agenda en aquestes protestes i descarrilar-les. Això es va presenciar greument el 26 de gener, Dia de la República de l’Índia. Una commemoració nacional estimada, l’aniversari de la inauguració de la Constitució de l’Índia, va quedar emboscada i la violència i el vandalisme van tenir lloc a la capital índia. Alguns d'aquests grups d'interès creats també han intentat mobilitzar el suport internacional contra l'Índia. Instigades per aquests elements marginals, les estàtues del Mahatma Gandhi han estat profanades a parts del món. Això és extremadament inquietant per a l’Índia i per a la societat civilitzada de tot arreu. Les forces policials índies han gestionat aquestes protestes amb la màxima moderació. Es pot assenyalar que centenars d’homes i dones que treballen a la policia han estat atacats físicament i, en alguns casos, van ser apunyalats i ferits greument. Voldríem destacar que aquestes protestes s'han de veure en el context de l’ètica i la política democràtica de l’Índia i dels esforços del govern i dels grups d’agricultors interessats per resoldre l’atzucac. Abans d’afanyar-nos a fer comentaris sobre aquestes qüestions, instaríem a comprovar els fets i a fer una comprensió adequada de les qüestions en qüestió. La temptació dels hashtags i comentaris de les xarxes socials sensacionalistes, especialment quan són recorreguts per famosos i altres, no és ni precisa ni responsable. #IndiaTogether #IndiaAgainstPropaganda | » |

Posteriorment algunes celebritats i esportistes de l'India es van mostrar en contra del suport extern a les protestes amb aquestes etiquetes, entre ells Karan Johar, Lata Mangeshkar, Kailash Kher, P. T. Usha o Akshay Kumar, cosa que va resultar en una "guerra" a les xarxes socials.
El 4 de febrer Greta Thunberg va compartir a les xarxes socials un article per informar sobre les protestes i explicar que es pot fer per ajudar des de fora de l'India.

## Tribunal Suprem de l'Índia
El Tribunal Suprem de l'Índia ha rebut nombroses peticions demanant instruccions per evitar que els agricultors que protestaven bloquegen les rutes d'accés a la capital. El Tribunal Suprem també ha transmès al govern central que té la intenció de crear un òrgan per portar endavant les negociacions. El 17 de desembre, el Tribunal Suprem va reconèixer el dret a una protesta pacífica, però va afegir: «Vostès (agricultors) també teniu un propòsit i aquest propòsit només es compleix si es parla, es discuteix i s'arriba a una conclusió». El govern central per la seua part es va oposar a la recomanació del tribunal de suspendre l'aplicació de les lleis agrícoles.
El Tribunal Suprem va registrar una petició pública presentada per diversos estudiants de la Universitat de Panjab el 2 de desembre de 2020. La petició es va presentar en forma de carta en què es denunciaven abussos policials, detencions il·legals de manifestants, «tergiversació, polarització i sensacionalització» per part dels mitjans i es va abordar l'assumpte per motius humanitaris. Un estudiant que va redactar la petició va informar The Wire que «al llarg de més de 100 dies de protesta dels agricultors, aquesta és la primera petició presentada a favor de la protesta».
Els agricultors han dit que no escoltaran els tribunals si se’ls demana que es retiren o si es manté la legislació anterior. Els líders sindicals camperols també han plantejat la qüestió del govern «esquivant el diàleg», ja que «el Tribunal Suprem ha dit anteriorment que no intervindrà». El portaveu principal del Congrés, Randeep Surjewala, va fer una declaració al respecte: «Per què el govern vol que el Tribunal Suprem resolgui totes les qüestions controvertides, des de la CAA i el Registre nacional de ciutadans fins a les lleis agrícoles?»
L'11 de gener de 2021, el cap de justícia de l'Índia va dir durant les audiències: «No som experts en agricultura i economia. Digueu-nos si el govern posareu aquestes lleis en suspens o ho farem nosaltres. […] No sabem si formeu part de la solució o del problema […] Tenim temor que potser algun dia hi haurà una violació de la pau. Cadascun de nosaltres serem responsables si alguna cosa surt malament […] Si la gran majoria diu que les lleis són bones, que ho diguen al comitè». El Tribunal també va declarar al govern que estaven «extremadament decebuts per la manera com el govern gestiona tot això (les protestes dels agricultors). No sabem quin procés consultiu heu seguit abans de les lleis. Molts estats estan en rebel·lió». El Tribunal també va rebutjar una reclamació del procurador general Tushar Mehta segons la qual la «gran majoria» dels agricultors donaven suport a les lleis, afirmant que no havien rebut cap declaració de cap persona que les lleis foren beneficioses.
El 12 de gener de 2021, el tribunal suprem de l'Índia va suspendre temporalment les lleis agrícoles, va formar un comitè per examinar les queixes dels agricultors que protestaven i va sol·licitar la cooperació dels sindicats. Entre els membres del comitè hi havia els experts en agricultura Ashok Gulati, Pramod Kumar Joshi, Anil Ghanwat i Bhupinder Singh Mann. Tanmateix, dos dies després, Bhupinder Singh Mann es va retirar i va publicar un comunicat de premsa:
«Com a agricultor i líder del sindicat, a la vista dels sentiments i les aprehensions predominants entre els sindicats agrícoles i el públic en general, estic disposat a sacrificar qualsevol posició que m'oferisca o se m'oferisca per no comprometre l'interès del Panjab i agricultors del país, em recuse del Comitè i estaré sempre amb els meus agricultors i Panjab»
El comitè va demanar suggeriments al públic abans del 20 de febrer de 2021. Va continuar realitzant diverses reunions en línia, incloses les converses amb 73 organitzacions de pagesos i organitzacions relacionades.
El setembre de 2021, el membre de la junta Anil Ghanwat va demanar al president del tribunal que fes públic l'informe del comitè.

## Legislació estatal en contra de les actes
L’assemblea estatal del Panjab va aprovar quatre projectes de llei per contrarestar les tres lleis agrícoles del govern. Després d'això, Rajasthan i Chhattisgarh també van presentar projectes de llei per modificar i contrarestar-les. Els governants estatals respectius han retornat els projectes de llei o han rebutjat donar-los el consentiment i enviar-los al president.

## Danys col·laterals
A conseqüència de la creixent creença entre els agricultors que protestaven que Mukesh Ambani i Gautam Adani eren els principals beneficiaris de les lleis agrícoles promulgades pel govern, els agricultors del Panjab i Haryana, en protesta, van decidir abandonar Reliance jio (xarxa de comunicacions) i canviar a xarxes rivals. Diverses torres de telecomunicacions de Reliance jio i altres infraestructures van ser danyades al Panjab l'última setmana de desembre de 2020. El ministre en cap del Panjab, Amarinder Singh, va fer una crida als agricultors perquè deixaren de trencar les torres de comunicació.

## Música i mitjans populars
Des del començament de les protestes, s'han publicat moltes cançons que descriuen la protesta i mostren unitat i solidaritat. Diversos clips de la protesta van aparèixer en una col·laboració internacional anomenada «Ek Din» de Bohemia, The Game i Karan Aujla. El raper canadenc Nav també va sortir en suport dels agricultors. Kanwar Grewal, que ha estat involucrat en la recol·lecció de suport a les protestes des del principi, va dir que «allà on els panjabis estiguen establerts al món, sempre estaran connectats a les seues arrels, a la seua terra i a la seua comunitat», i va elogiar el suport dels que vivien a l'extranjer. Algunes cançons són:
- «Ailan» i «Jawani Zindabad» per Kanwar Grewal
- «Pecha» per Harf Cheema i Kanwar Grewal
- «Delhi Aa Punjab Nal Pange Thik Nahi» per R Nait
- «Asi Vaddange» per Himmat Sandhu
- «Kisaan vs Rajneeti» per Anmol Gagan Maan
- «Jatta Takda Hoja» by Jass Bajwa
- «Haq and Murrde ni laye bina haq, Dilliye» per Harbhajan Mann
- «Farmers' Protest – Theme Song» per Bidita Bag
- "Kisaan Anthem" per Shree Brar

## Galeria

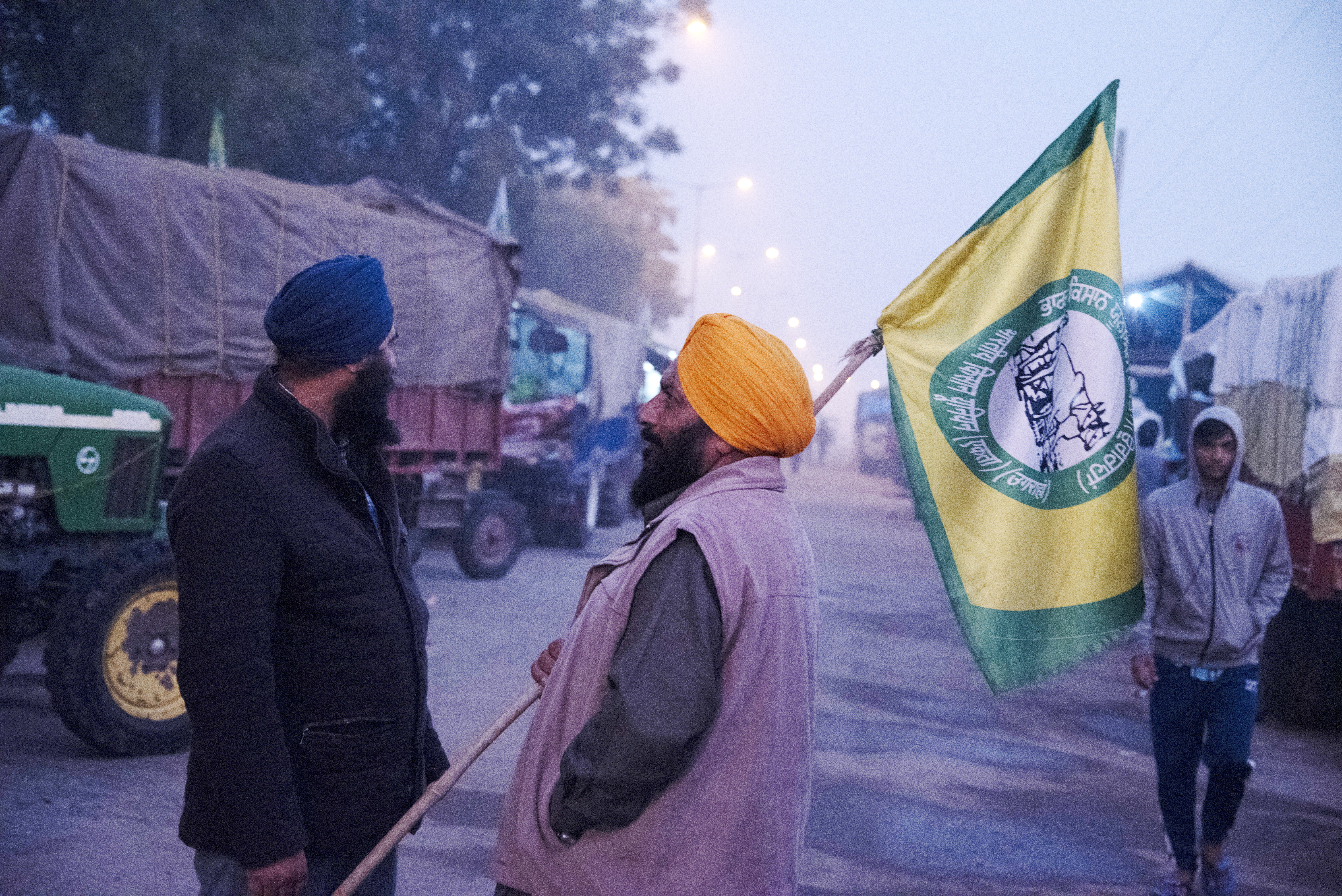
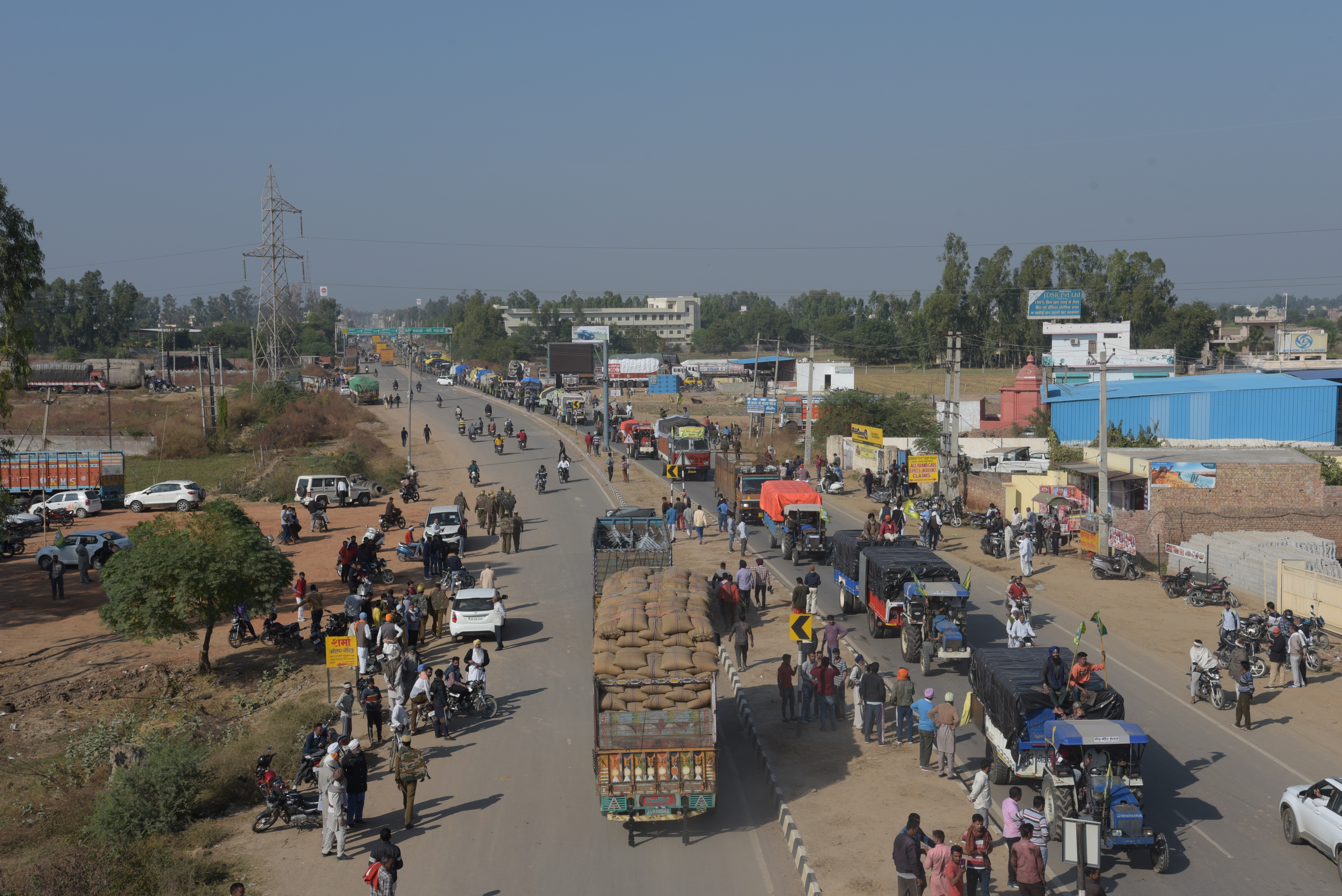
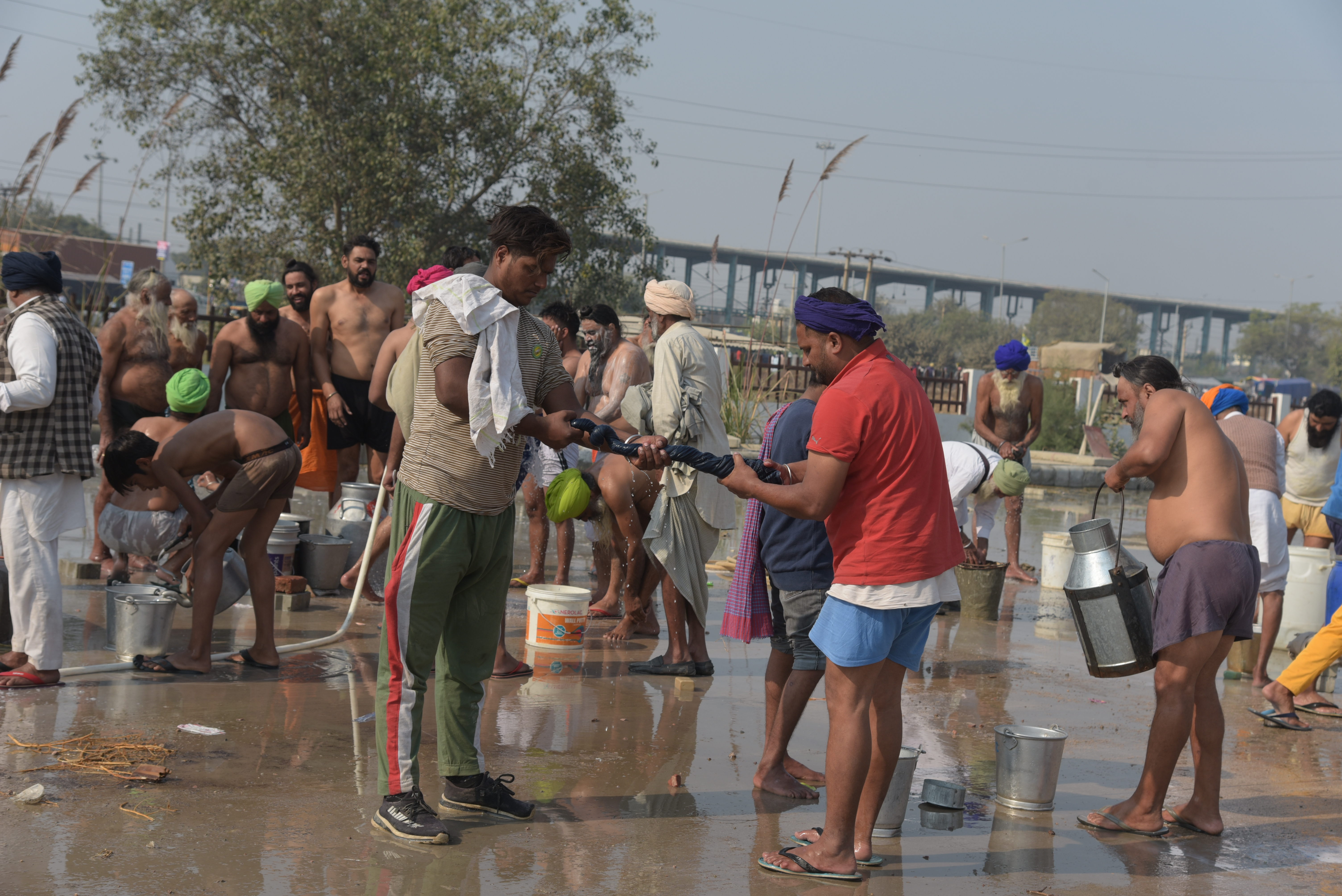
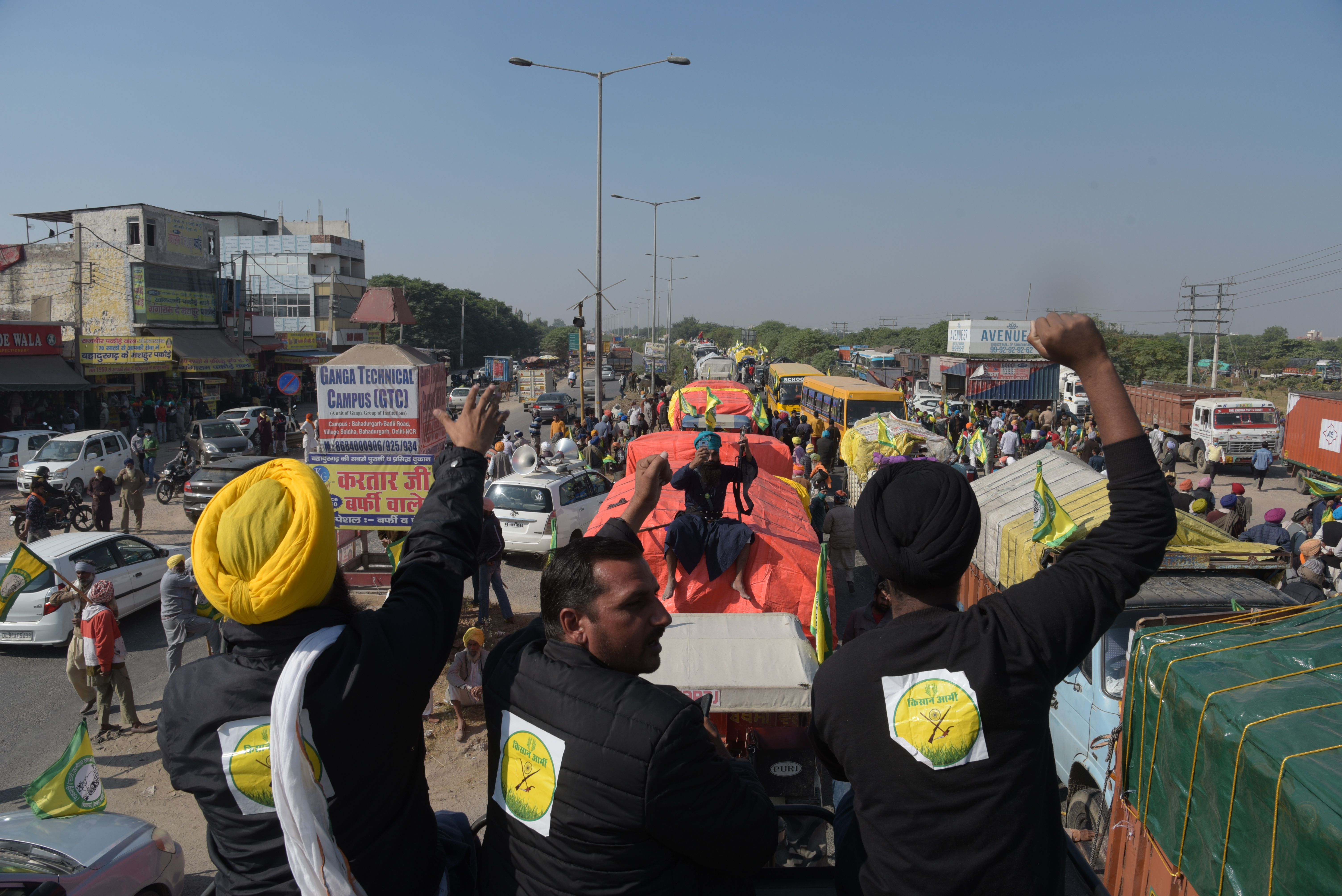
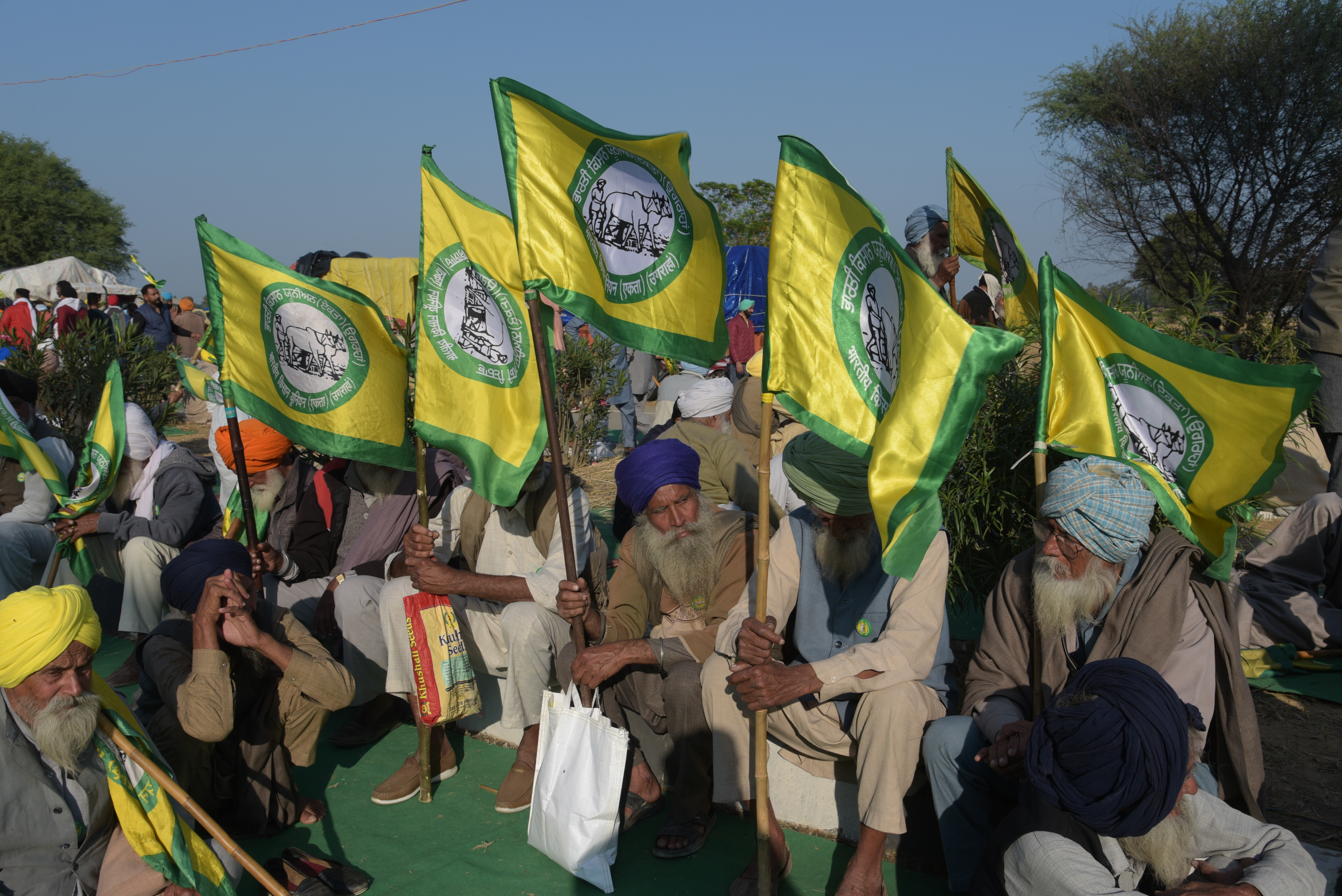
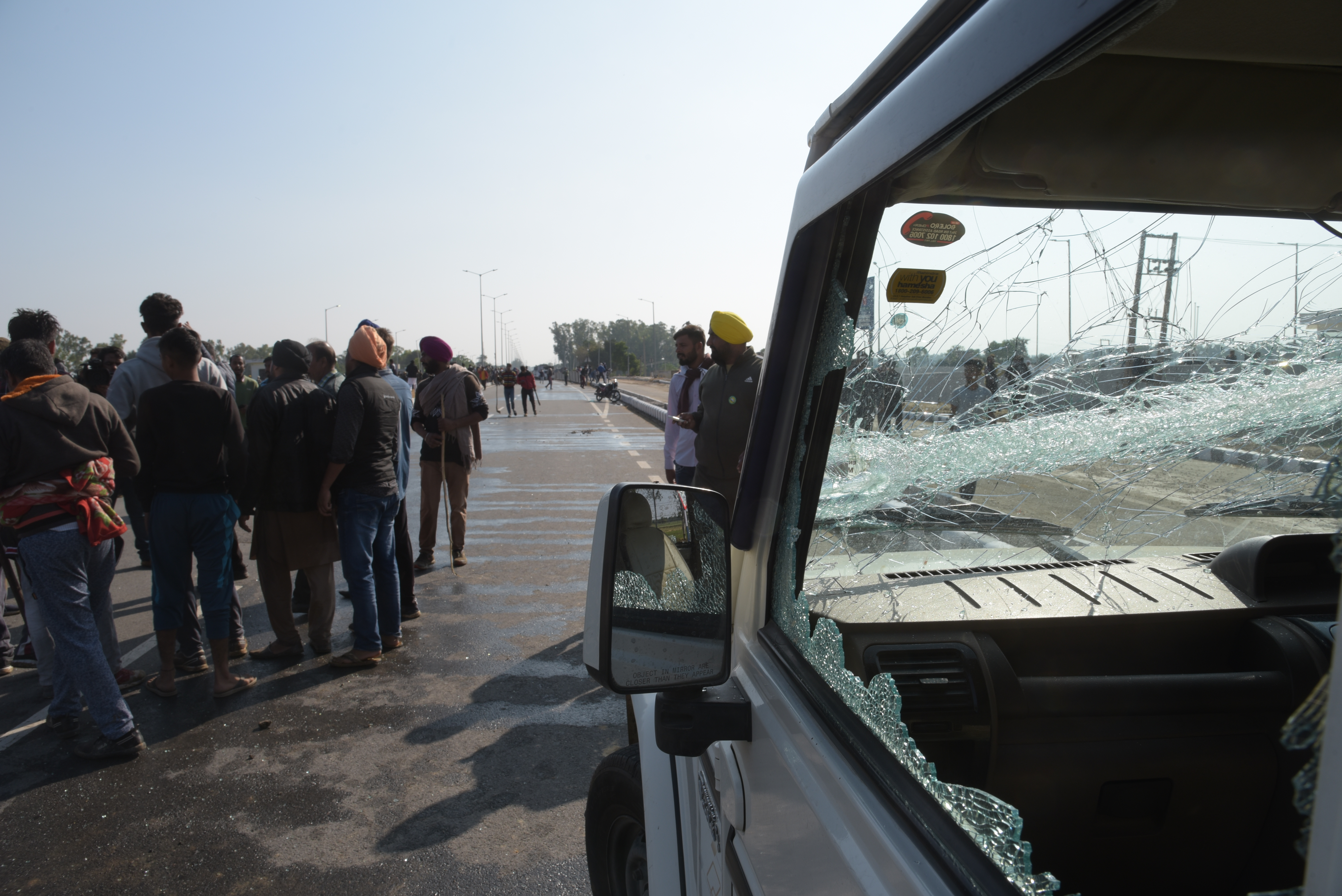
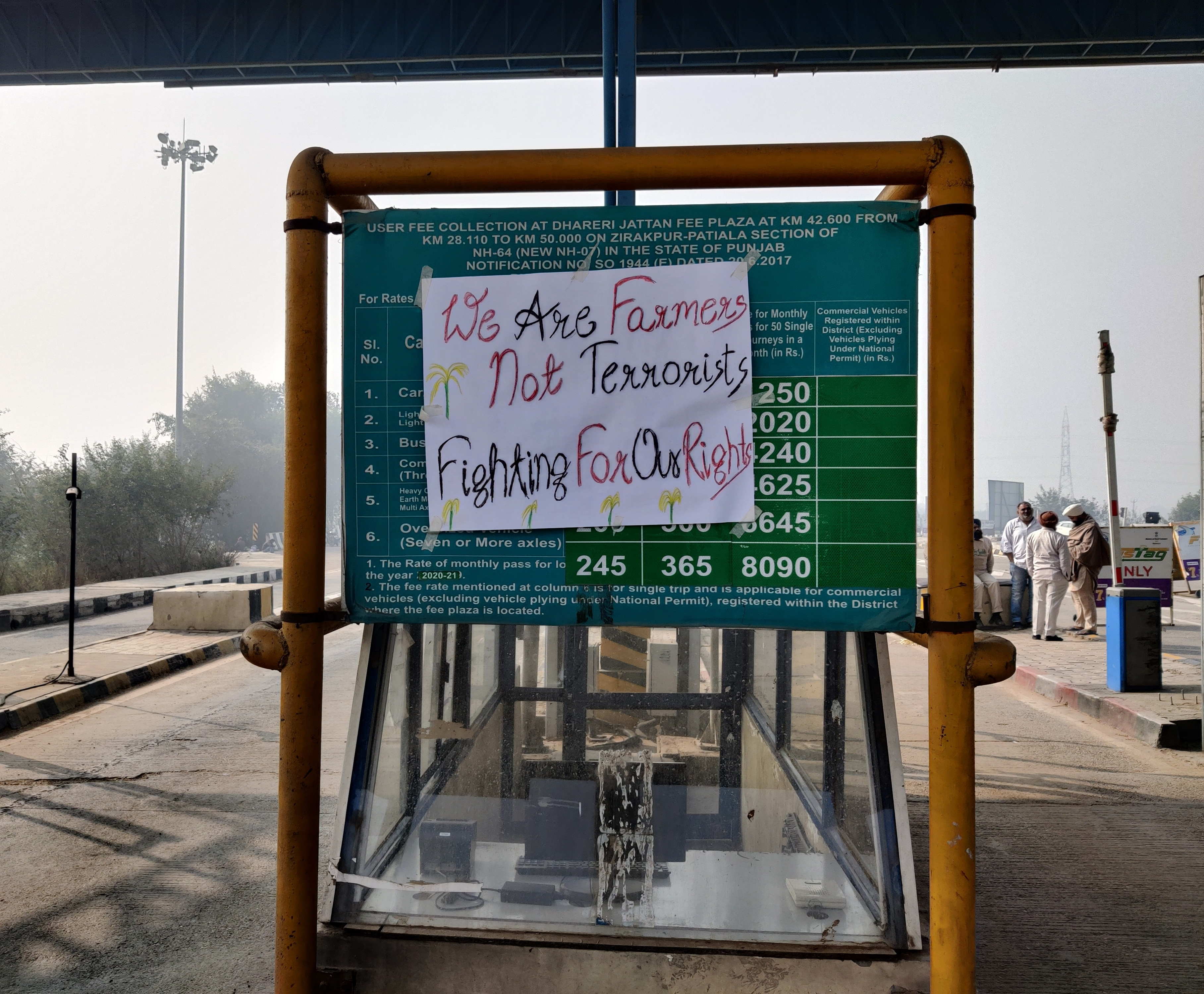
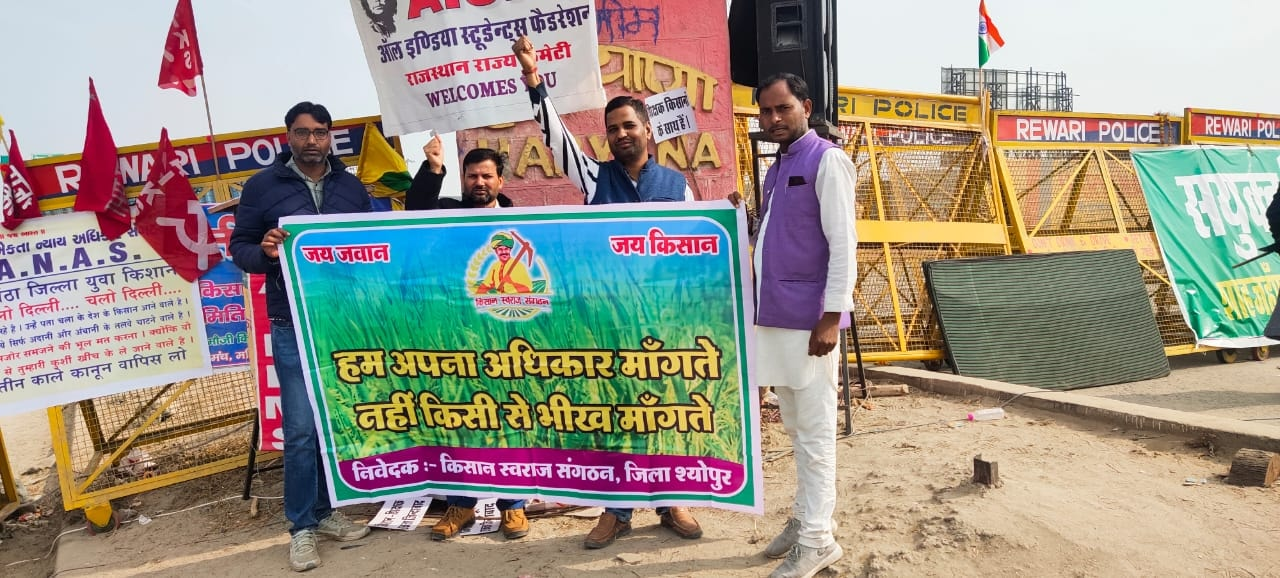
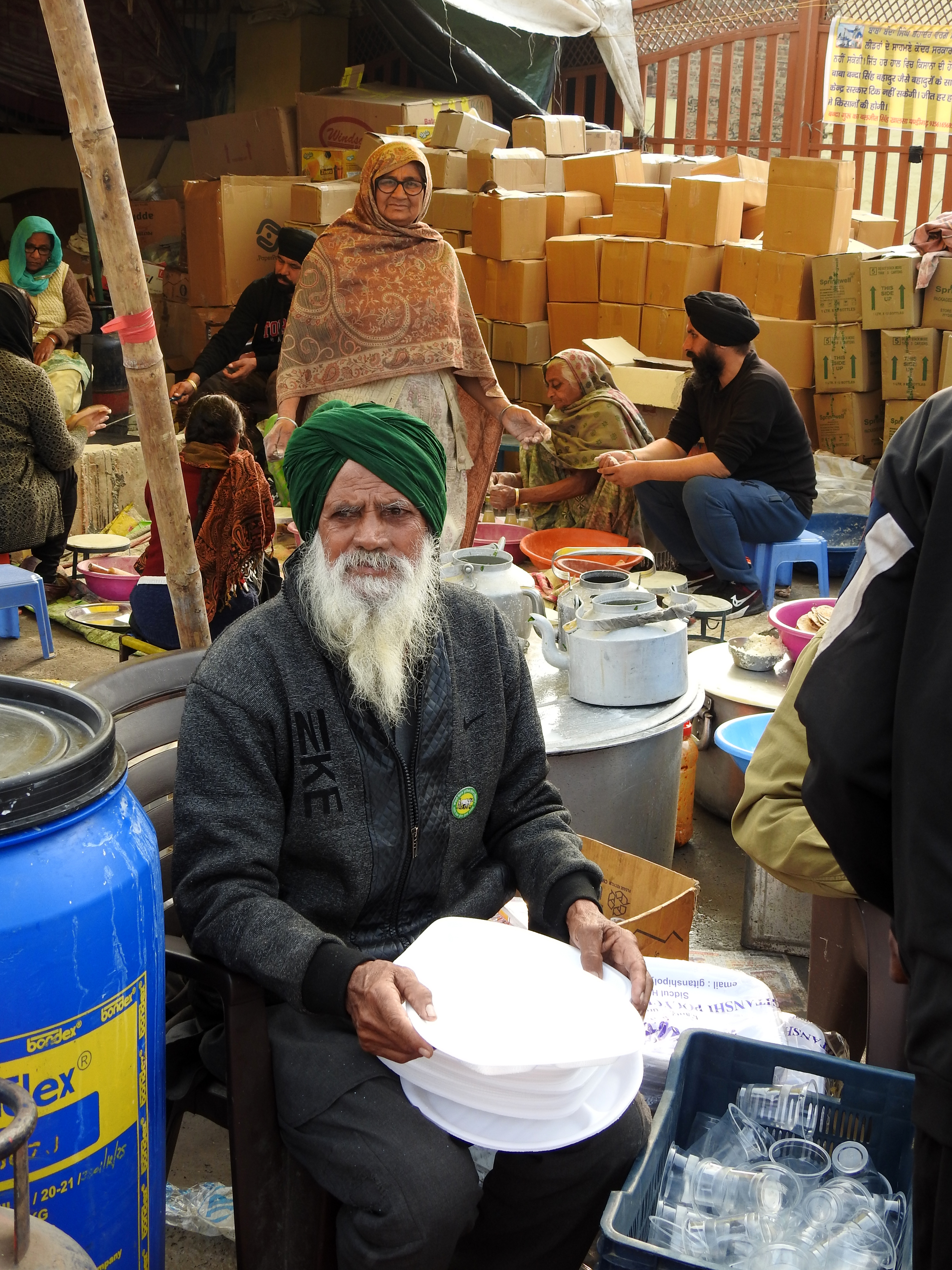
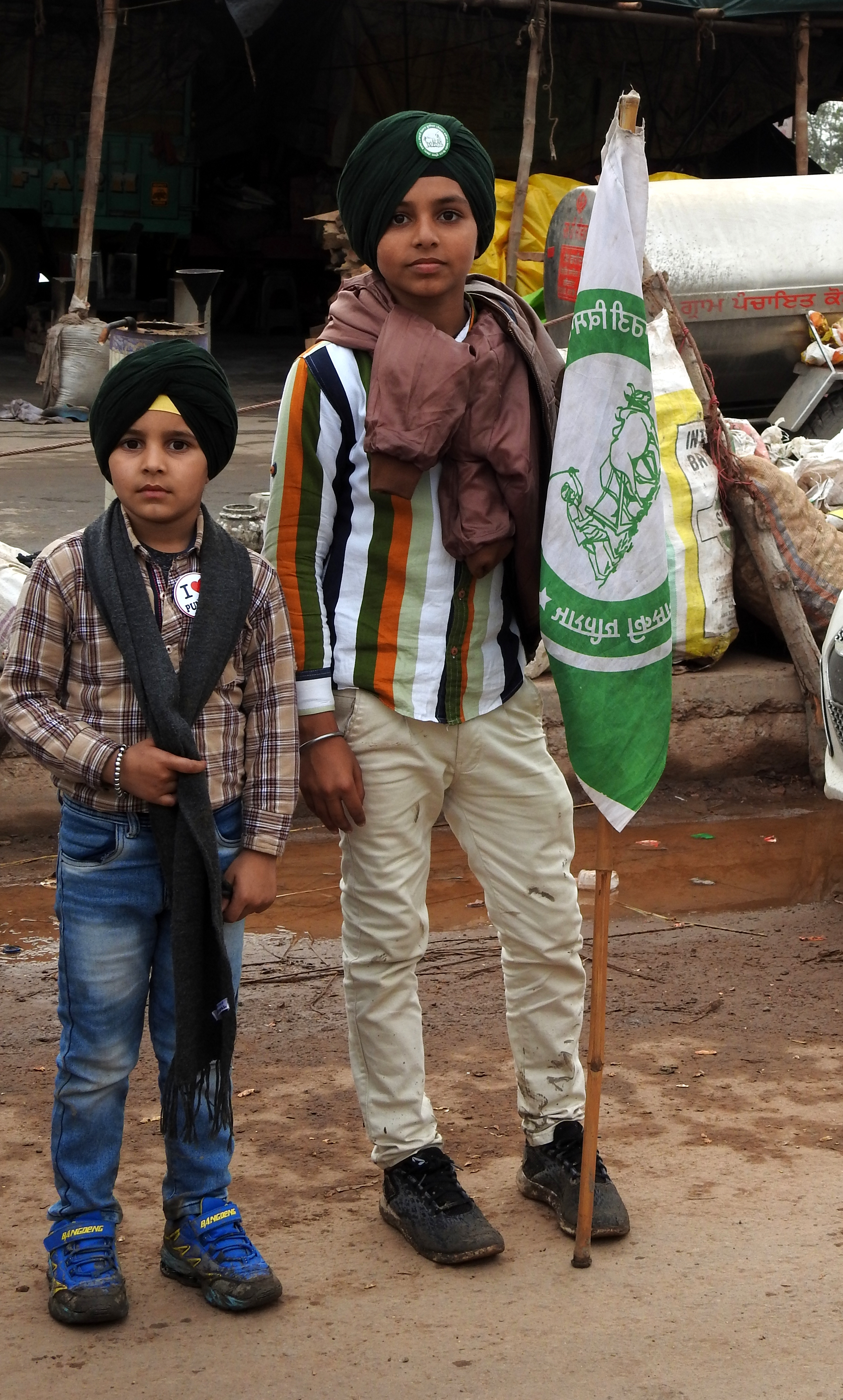
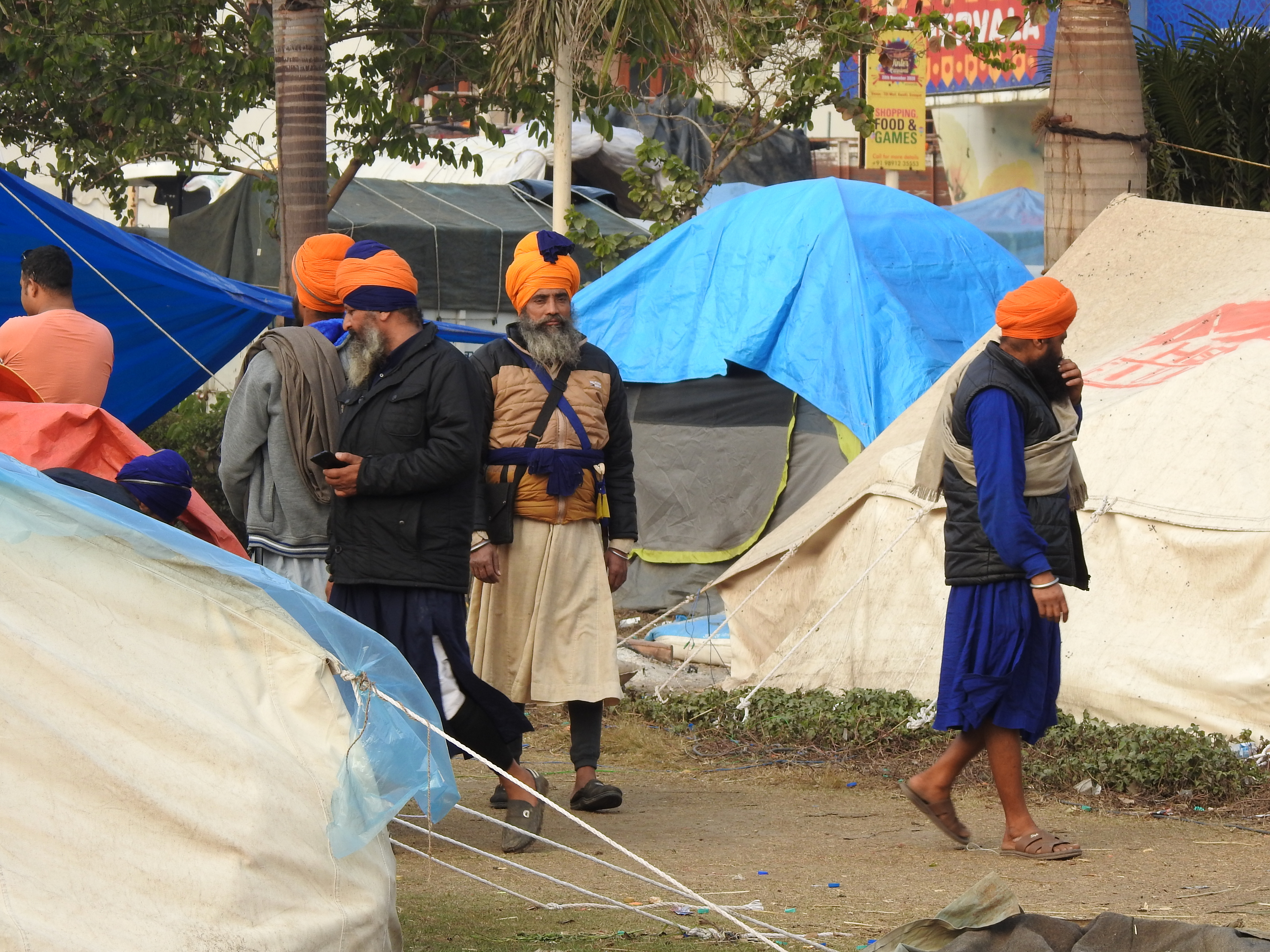
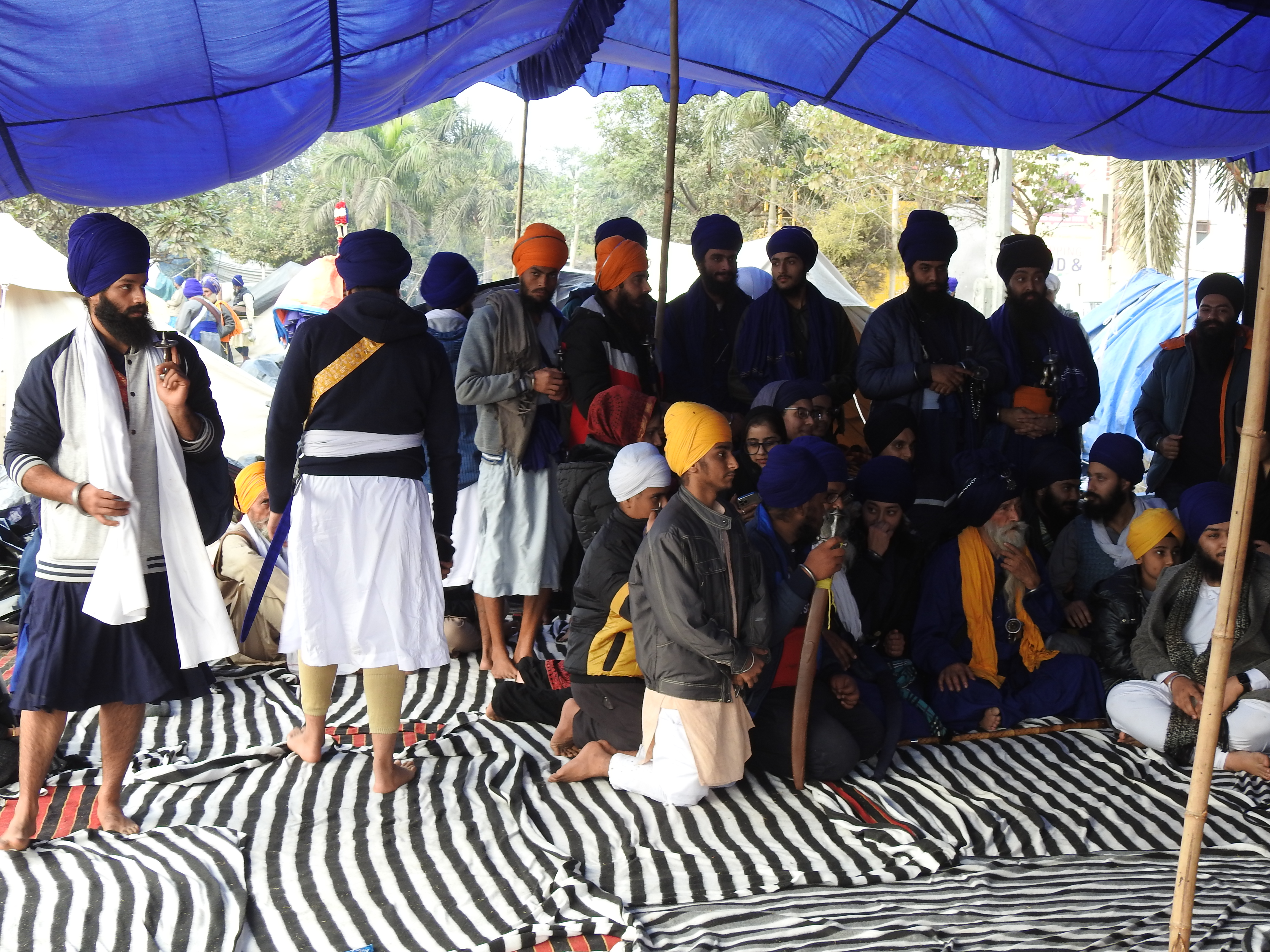
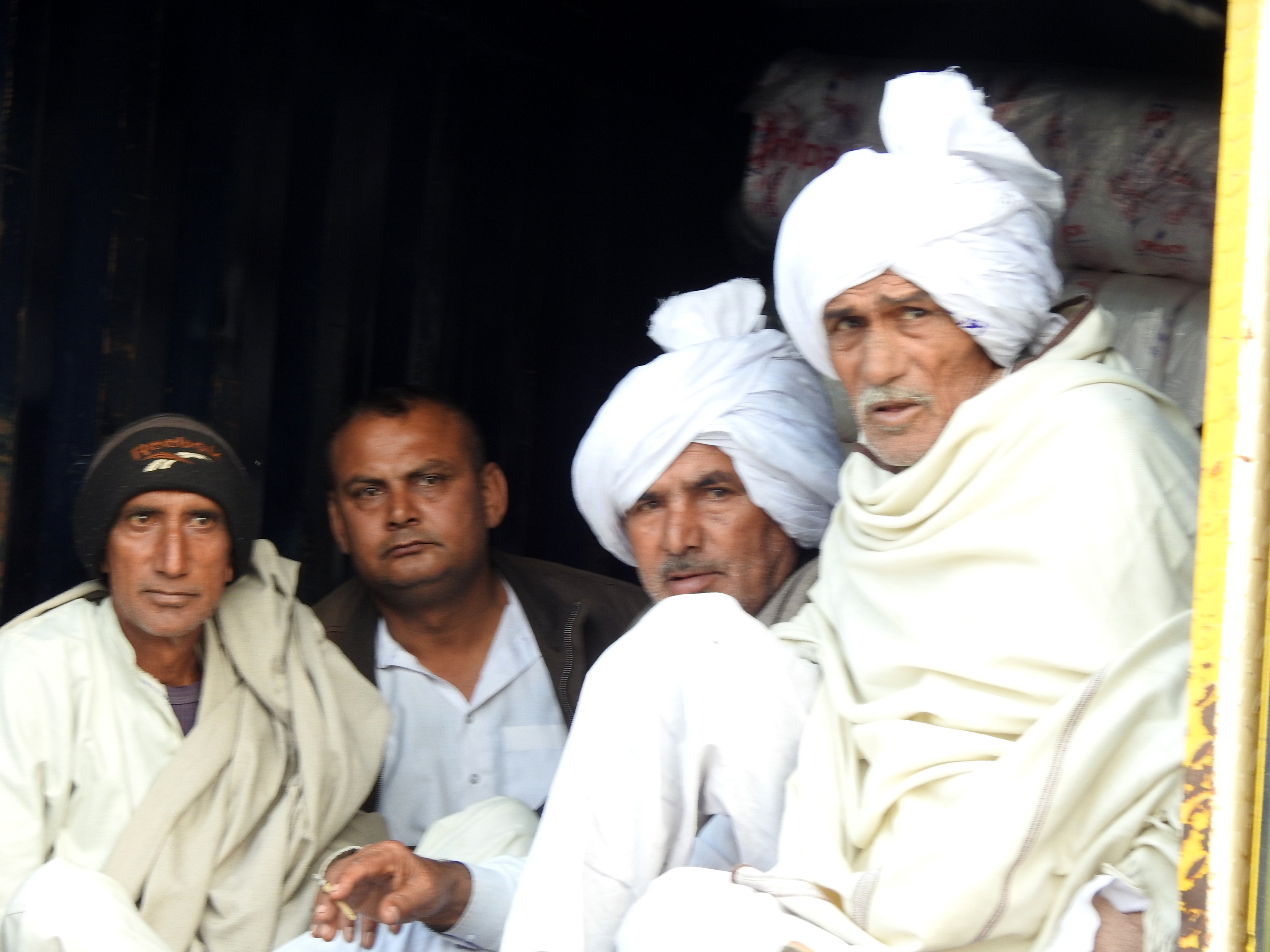
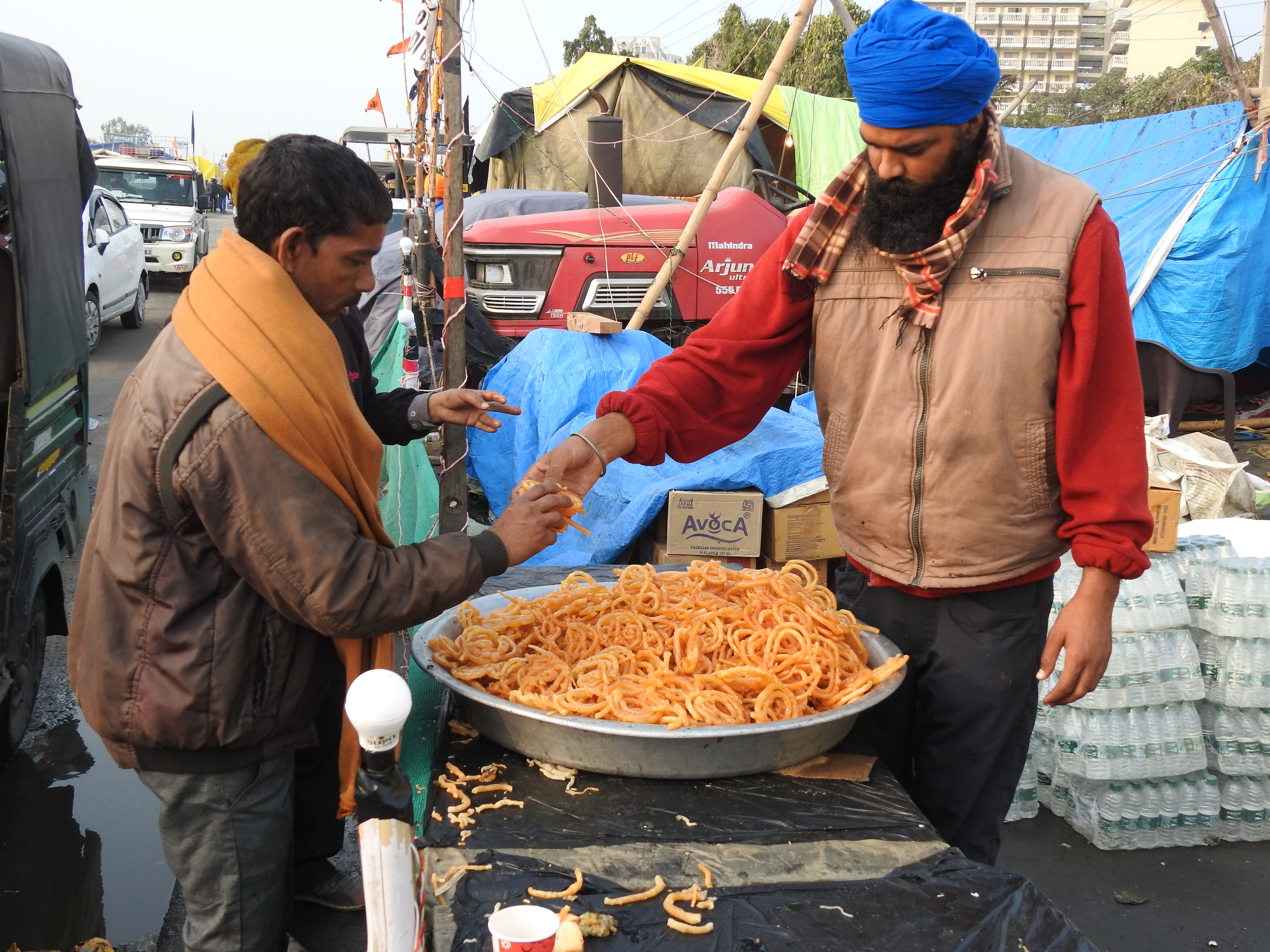
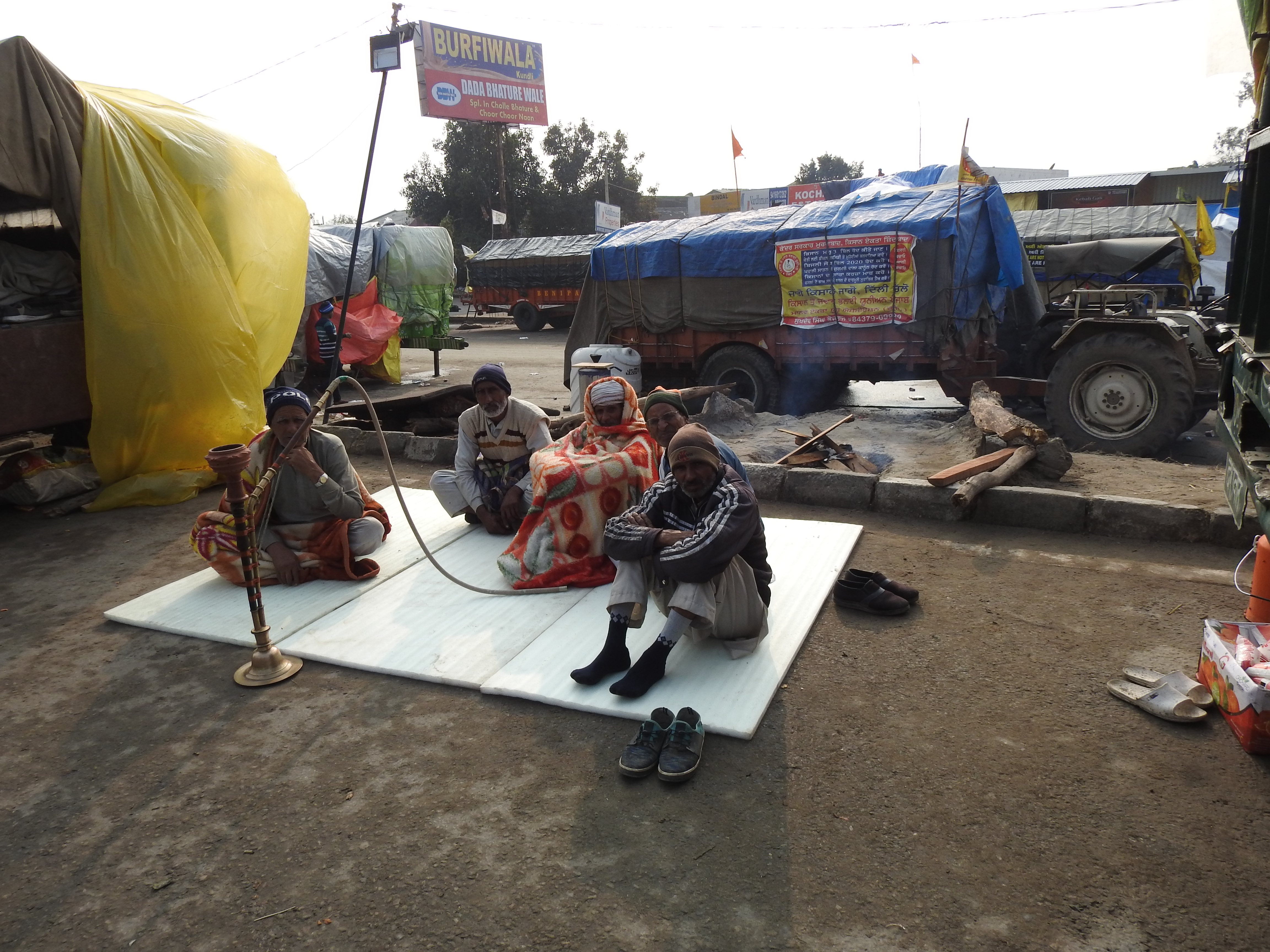
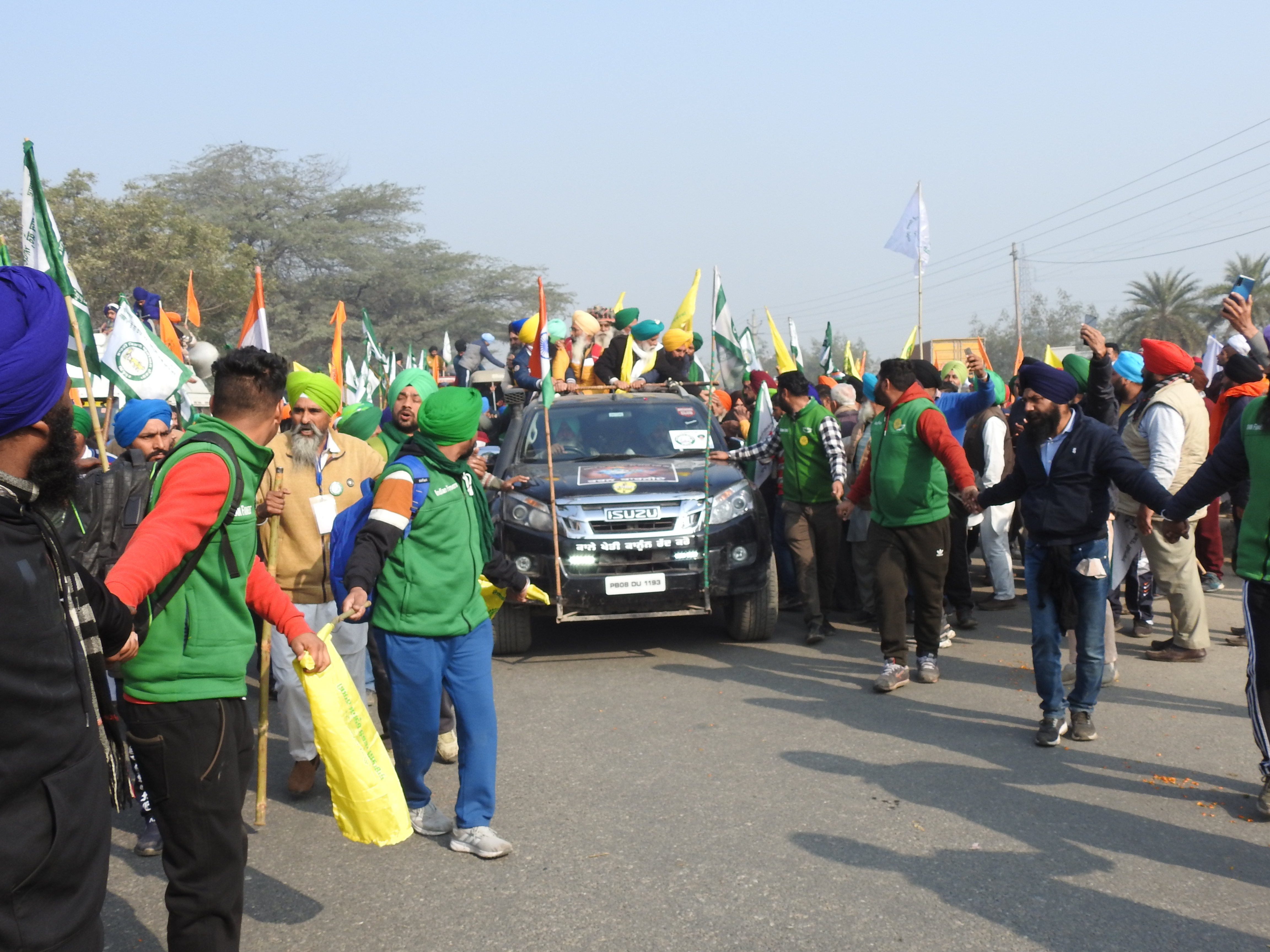
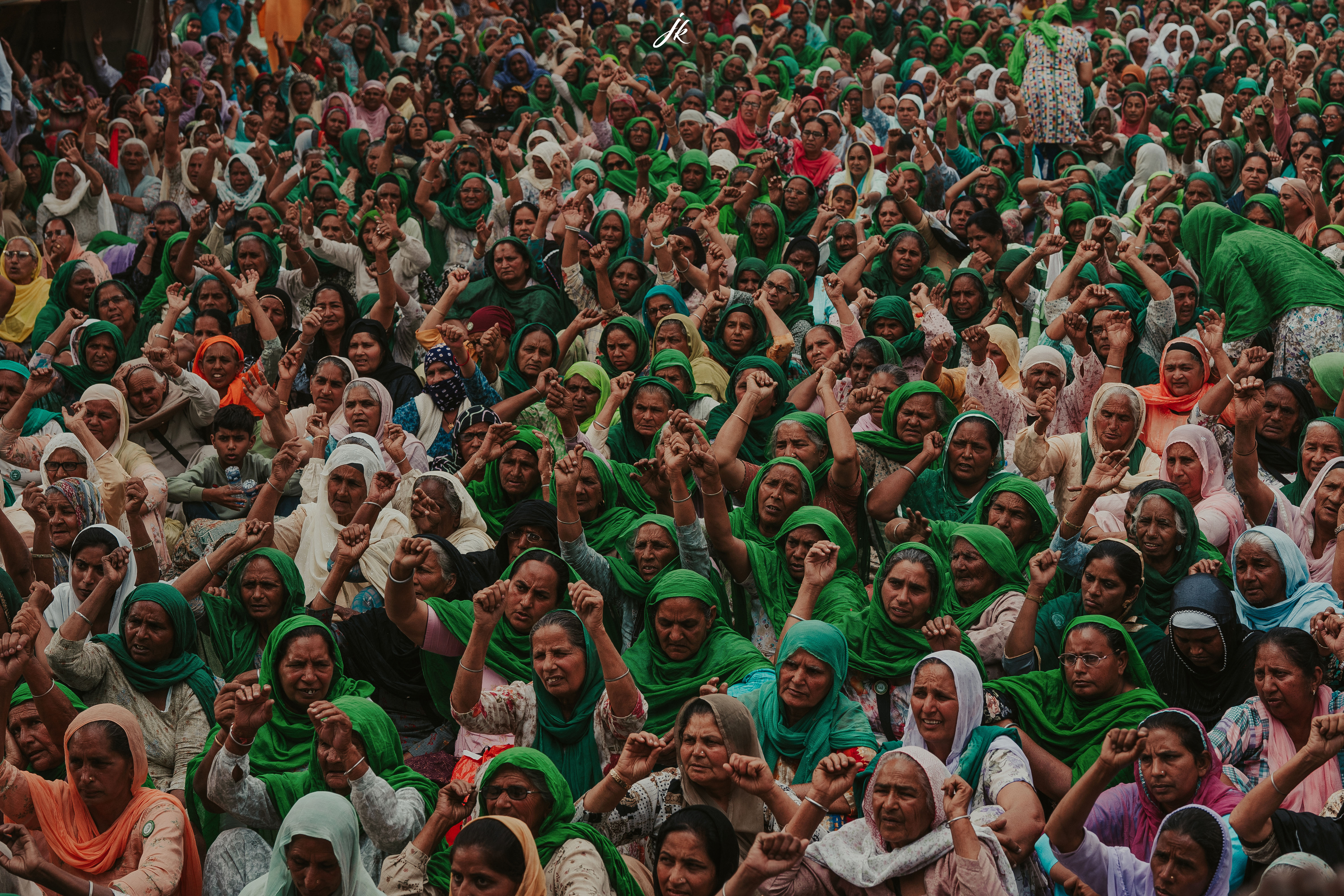
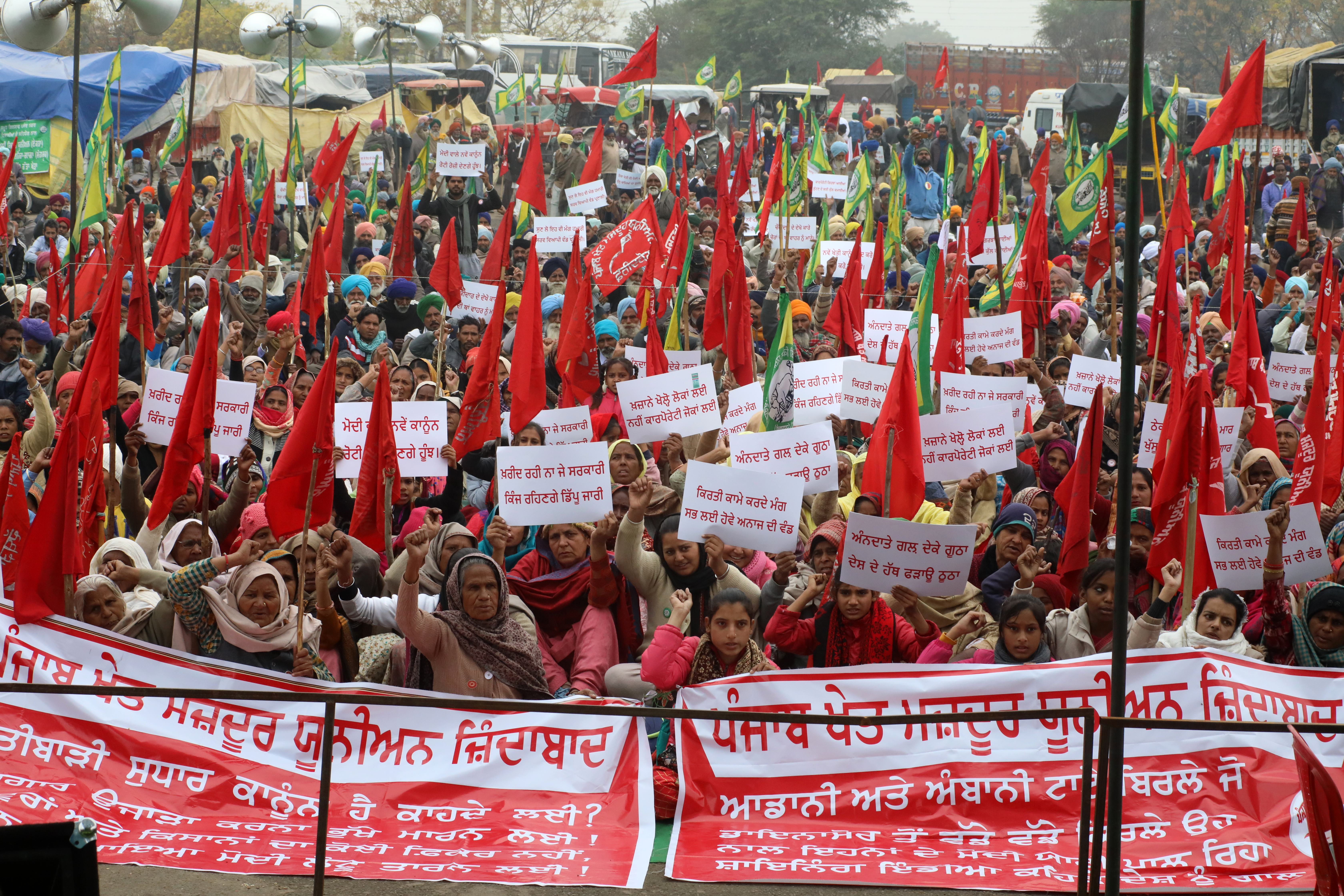